# ルーマニア革命 (1989年)
ルーマニア革命（ルーマニアかくめい、ルーマニア語:Revoluţia Română din 1989）は、1989年12月15日から12月25日にかけて、ルーマニア社会主義共和国で発生した一連の出来事を指す。

## 概要
1965年3月にルーマニアの指導者となったニコラエ・チャウシェスク(Nicolae Ceaușescu)は、前任者のゲオルゲ・ゲオルギウ＝デジ(Gheorge Gheorghiu-dej)の方針を踏襲する形で、自国ルーマニアをソ連から独立させようとした。チャウシェスクによる指導のもと、外国の資本の参入を認め、国際金融機関から融資を受けたルーマニアは経済成長を見せ、農業国から工業国への転身を果たしたが、1970年代の石油危機が契機となり、ルーマニアの抱える対外債務の額は飛躍的に増大した。1979年に石油価格と開発金融が急激に上昇すると、ルーマニアの産業におけるエネルギー効率の低さにより、債務水準が持続不可能になるほどの状況にまで追い込まれた。対外債務を返済するため、チャウシェスクは農作物や工業製品の輸出量を増やすよう、政府に指示を出した。それに伴って慢性的な物資不足が続き、水、油、熱、電気、医薬品、その他の生活必需品について、ルーマニアは配給制を導入するほどになり、国民の生活水準は目に見えて低下していった。その一方で、ニコラエ・チャウシェスクと妻エレナ・チャウシェスク(Elena Ceaușescu)の二人に対する個人崇拝は前例が無いほどに強まった。
緊縮財政を経て、1988年のルーマニアは輸出が輸入を50億ドル上回った。これは第二次世界大戦終結から初めてのことであった。1989年4月までに、ルーマニアは対外債務をほぼ完全に返済できた。利息も含めた債務額は210億ドルにも達していた。1989年4月12日、ルーマニア共産党中央委員会本会議の場で、チャウシェスクは「ルーマニアは対外債務を完済した」ことを発表した。そのうえで、「ルーマニアは、今後一切、外国からの融資を受けない」と宣言した。
1989年12月15日、ルーマニア政府は、ティミショアラ(Timișoara)に住むハンガリー人の牧師に対して教区から立ち退くよう命じた。立ち退き命令に抗議する形で、キリスト教徒たちの集団ができあがり、群衆もこれに加わり、抗議運動は徐々に拡大し、勢いを増していった。ニコラエ・チャウシェスクは非常事態宣言を布告し、ルーマニア共産党中央委員会の建物の内部にあるテレビ放送室で、ルーマニア国民に向けて演説を行った。チャウシェスクはティミショアラの抗議者たちについて「ごろつきの集団」と呼び、「社会主義革命に敵対する者たちである」と非難した。また、「ティミショアラで始まった暴動は、ルーマニアの主権を有名無実化させようと企む帝国主義者の団体と外国の諜報機関からの支援を受けて組織されたもの」であり、「社会主義の恩恵を潰し、外国人の支配下に置かれていたころのルーマニアに戻さんとする企みである」と訴えた。
1989年12月21日、チャウシェスクは首都・ブクレシュティ(București)にて集会を開催し、集まった労働者たちに向けて演説を行ったが、その最中に騒動が発生し、抗議者・労働者と、軍隊、治安部隊との間で紛争が始まった。1989年12月22日の朝の時点で、チャウシェスクに反対する気運の高まりと抗議行動はルーマニア国内の全主要都市に拡大していた。この日の正午、ニコラエとエレナの二人は、ルーマニア共産党中央委員会の建物の屋上からヘリコプターに乗って逃亡し、ブクレシュティから脱出してトゥルゴヴィシュテ(Târgoviște)に着くも、その日のうちに軍隊に捕らえられた。イオン・イリエスク(Ion Iliescu)が議長となった救国戦線評議会(Consiliului Frontului Salvării Naţionale)による決定に基づき、チャウシェスク夫妻は裁判にかけられた。チャウシェスク夫妻は、国家に対する犯罪、自国民の大量虐殺、外国の銀行に秘密口座の開設、ならびに「国民経済を弱体化させた」容疑で起訴され、夫婦の全財産没収ならびに死刑を宣告されたのち、銃殺刑に処せられるに至った。
チャウシェスク政権が滅びたのち、ルーマニアでは1990年1月7日に死刑が廃止された。ニコラエとエレナの二人は、ルーマニアで死刑が執行された最後の存在となった。
その後のルーマニアは、その多くがルーマニア共産党員で構成される救国戦線評議会が政権を掌握し、「国家の運営において暫定的な役割のみを担い」、「自由選挙が実施できるようになり次第、撤退し」、「自らは選挙に立候補しない」と約束した。
ルーマニアは、2004年にNATOに、2007年には欧州連合に加盟した。共産政権のころの計画経済から市場経済へと移行したルーマニアでは、政治家や役人の汚職が目立つようになった。2017年1月31日、汚職額が約4万8500ドル未満の場合、「役人の不正行為については御咎め無し」とする大統領令が発令された。議会からの意見も皆無の状態で発令されたこの法令は、係争中の汚職犯罪に対するすべての捜査を停止し、汚職で投獄されている役人が釈放されることを意味する。ルーマニアでは政治家による博士論文の盗用・剽窃もたびたび報じられる。
また、ルーマニア人の多くが移民として外国に渡った。ルーマニアの政治家たちは、外国に出ていったルーマニア国民を自国に帰国させることがいかに重要かを語っているが、帰還を決意したルーマニア人を社会復帰させるにあたっての手立ては無く、何もしようとしない。国内では不平等も強まり、ルーマニアは依然として欧州の中でも貧しい国であり続けている。
ルーマニア国内で実施されている世論調査においては、チャウシェスク政権に対する再評価が見られる。

## 背景
1965年3月にルーマニアの指導者となったチャウシェスクは、前任者のゲオルゲ・ゲオルギウ＝デジ(Gheorge Gheorghiu-dej)の方針を踏襲する形で、自国ルーマニアをソ連から独立させようとしていた。ルーマニアの他国への依存度を下げるため、チャウシェスクはルーマニアを農業国から先進工業国に変えようとした。1950年代から1960年代にかけてのルーマニアの工業生産は約40倍に成長した。1950年代初頭から、多数の大型機械製造工場や冶金工場が建設され、大型水力発電所も複数建設された。工業化自体は前任者のゲオルギウ＝デジの時代から始まってはいたが、それに伴う経済成長は、チャウシェスク治下の初期のころにも続いた。1960年代後半になると、計画経済の様式を維持しつつ、国内の企業の財政と経済の自律性を認め、従業員の仕事に対する物欲的な意欲を高めるための方策も講じた。1970年代には、工業化の成功や外国との貿易の増加により、ルーマニアは経済成長を続けた。ルーマニアは、1973年に西側諸国の資本による合弁会社の設立を許可し、西側の企業がルーマニア国内の市場に参入し始めた。1970年、ブクレシュティの中心部に、ホテル『Intercontinental』が建設された。中央ヨーロッパから東ヨーロッパに連なるカルパティア山脈や黒海には高級な行楽地が建設され、共産圏の市民には手が届き辛い西洋製の商品が購入可能になり、ルーマニア国民は外国製の自動車を購入する機会を得た。また、1970年代にはピテシュティ(Pitești)で自動車「ダチア」(Dacia)を独自に生産する体制が整った。工業化はその後も成果を上げ続け、1974年のルーマニアの工業生産量は、1944年の100倍になっていた。1970年代半ばの時点で、国民所得は1938年の15倍になっていた。
ルーマニアは石油産油国でもある。石油生産とその精製、石油化学工業が急速に発展し、1976年のルーマニアの石油生産量は、一日につき、30万バレルに達した。ルーマニアは150を超える国々と貿易関係を築き、1987年の年間貿易額は世界第12位となった。1967年から1987年にかけて9.6倍以上に増加したルーマニアの輸出構造は、加工度の高い製品の輸出が中心となった。これは全輸出の62%を占める。「完成品を輸出してこそ利益が出る」とチャウシェスクは考えていたが、西側市場におけるルーマニアの製品は、他国の製品と比べて競争能力は弱かった。

### 石油危機と対外債務
1973年10月、サウジアラビア率いるアラブ石油輸出国機構(The Organization of Arab Petroleum Exporting Countries)の国々が石油の禁輸を宣言した。この禁輸措置は、第四次中東戦争でイスラエルを支持した国々が対象となった。この禁輸措置で、世界各国の政治と経済が影響を受け、ルーマニアも例外ではなかった。石油危機と原油価格の高騰が重なり、ルーマニア経済は低迷することとなった。ルーマニアは年間約1000万 - 1100万トンもの石油を生産していたが、1980年代初頭のルーマニアは生産量のほぼ2倍の量の石油を処理していた。石油製品の輸出の拡大と、石油化学産業の需要を満たすため、国内で処理される石油の量は急速に増加した。1982年には2260万トンだったのが、1989年には3060万トンにまで増加した。
急速に経済発展したルーマニアは、自国のエネルギー資源だけでは産業や生産を賄いきれなくなり、外国から石油を輸入するようになった。ルーマニアの石油生産量は、1970年代前半には年平均で10%の伸び率を示していたが、10年後には3%以下にまで下がっていた。ルーマニアが輸出する製品の価格は、西側の製品の3 - 4倍の値段になった。チャウシェスクは別の方法を模索し始めた。ゲオルギウ＝デジが実施していた、ルーマニアからの出国を希望する者に対して発行していた許可証を売る手段を思い出したチャウシェスクは、イスラエルへの移住を希望するユダヤ人向けに許可証を発行し、イスラエルはその対価としてルーマニアに養鶏場を5つ建設し、ユダヤ人を迎え入れるごとにルーマニアに手数料を支払っていた。当時、ルーマニアに住んでいたドイツ人が西ドイツに向かう場合、西ドイツはドイツ人一人につき、5000マルク相当の手数料をルーマニアに支払っていた。また、ソ連がルーマニア軍に装備品を供給していたことにも目を付け、ソ連製の「廃止された」武器の試供品をアメリカに販売し、外貨収入を得ていた。かつてアメリカはソ連の「T-72」戦車を購入していた。チャウシェスクは、これらの手段で得た外貨を対外債務の返済に回した。
ルーマニアにおける一人当たりの発電量は、スペインやイタリアのそれよりも多かったが、テレビ放送は1日に2 - 3時間放映されるのみで、集合住宅では15ワットの電球を1つ設置するだけであり、夜になると国中が暗闇に包まれた。一方、チャウシェスクが住んでいた「人民の館」(Casa Poporului)の窓はすべて点灯していた。
1975年、アメリカはルーマニアに対し、貿易における最恵国待遇の地位を与えた。1970年代のルーマニアの経済成長は、最恵国待遇を与えたアメリカの存在や、国際復興開発銀行(The International Bank for Reconstruction and Development, IBRD)といった国際金融機関からの信用供与によるところが大きかった。1975年から1987年の間に、約220億ドル相当の融資がルーマニアに供与され、そのうちの100億ドルはアメリカからのものであった。1971年、ルーマニアは関税および貿易に関する一般協定(General Agreement on Tariffs and Trade, GATT)に正式に加盟した。この年、ルーマニアの産業発展のために国際通貨基金(IMF)から多額の融資を受け、1972年にはIMFとIBRDの正式会員となった。ルーマニアは、1990年以前にこれらの機関に加盟した初めての共産国家でもあった。
ルーマニアは、イランやペルシア湾の国々とも友好関係を結んだ。1979年まで、チャウシェスクはイランのパフラヴィー皇帝から支援を受けており、ルーマニアはイランから石油を定価で買い取っていた。しかし、パフラヴィー皇帝はイラン革命によって失脚し、イスラム原理主義者が権力を掌握した。西側諸国とイランの間で経済関係が断絶し、ペルシア湾では大規模な戦争が続いた。1979年以降、ルーマニアは石油の代金を外貨で支払わねばならなくなった。原油価格は、1979年春の時点では1バレルにつき16ドルだったのが、1980年の春には40ドルに跳ね上がった。西側諸国の政府は、石油危機以降に開発された節約戦略と、石油に代わるエネルギー源の使用を積極的に模索し始め、1980年以降になると、世界は石油および石油製品の長期にわたる需要の減少期に突入することになった。1977年以降、ルーマニアは石油輸入国になった。自国の石油精製産業の発展に向けての全体的な戦略は、低価格を維持し、この燃料の需要を伸ばし続けるよう設計された。1980年代の初頭、石油の購入と石油製品の販売に関連する貿易により、ルーマニアは一日につき、90万ドルの損失を被った。
ルーマニアの一部の企業の生産費用は、西側諸国の3 - 4倍にもなっていたが、原油価格が安い限り、これでも問題にはならなかった。しかし、ルーマニア経済は、国の石油埋蔵量の枯渇や世界経済危機に直面した。ルーマニアは対外債務100億ドルを1981年までに前倒しで返済せねばならなくなり、苦境に立たされることとなった。ルーマニアは1980年代に対外債務の返済を開始した。債務の支払い期限は1990年代半ばであった。
西側の政治指導者はチャウシェスクに対し、ルーマニアがワルシャワ条約機構と経済相互援助会議から離脱すれば、ルーマニアを優遇する趣旨を仄めかした。しかし、チャウシェスクはこれを断り、ルーマニアは予定を前倒しして債務と利子を返済する、と宣言した。
1983年、チャウシェスクは、ルーマニアが対外債務をこれ以上膨らませるのを禁止するため、国民投票を実施した。対外債務の返済を確実なものとするため、食料品の配給制が始まった。配給券が発行され、一人につき、卵5個、小麦粉と砂糖2ポンド、マーガリン半ポンドで、肉と乳製品も配給制となった。自動車の所有者へのガソリンの販売は「一ヶ月につき30リットル」に制限された。一般家庭で温水が出るのは週に一回だけであった。一日に数回の停電が発生し、「冬の間は冷蔵庫の使用停止」「洗濯機やその他の家電製品の使用禁止」「エレベーターの使用禁止」、これらの節電が呼びかけられた。ルーマニア国内のエネルギー消費量は、1979年と1982年に20%減少し、1983年に50%減少し、1985年にはさらに50%減少した。人々が食べ物を買うために列に並ぶのは、よく見られる光景となった。建物には暖房があっても使用禁止であった。医療は無料ではあるが、薬や設備が慢性的に不足していた。冬季には、冷蔵庫や家電製品の使用は固く禁じられ、住宅では暖房用のガスの使用も禁止された。違反した場合、「経済警察」に摘発され、罰金を科せられるだけでなく、電気やガスも停められた。

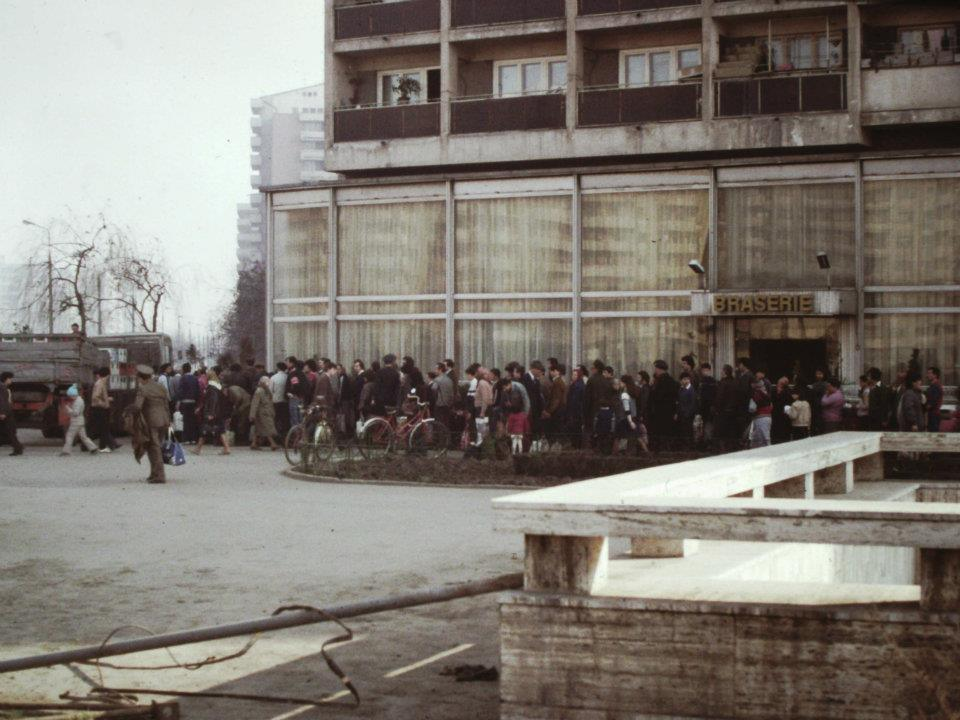
調理用の油を買うために並ぶ人々（1986年5月）

次男のニク・チャウシェスク(Nicu Ceaușescu)は、父に対して「お父さん、この国で何が起こっているのかご存じでしょうか？店はいつも客で溢れており、テレビ放送は1日につき2時間、掃除機と冷蔵庫は経済上の理由から使用を禁止されているのですよ」と尋ねた。それに対して父は、「それらは一時的な窮乏であり、国民は対処できるだろう」と答えたという。
エネルギーの生産量を増やすため、ルーマニアは原子力発電所の建設計画を採用した。この計画の一環として、ウランの貯蔵所が設立され、原子炉を備えた5つの発電装置（発電量700メガワット）を持つ、チェルナーヴォーダ原子力発電所が建設された。カナダとイタリアの協力で、1982年に建設が開始されたが、1986年4月にチェルノーヴィリ原発事故が発生すると、建設が一時的に中止となった。チェルナーヴォーダ原子力発電所は、チャウシェスク政権以降もルーマニアで唯一の原子力発電所として稼働し続けている。
現時点での経済政策は正しいのだ、と国民に納得させるための宣伝活動も盛んに実施された。節電の呼びかけや基本的な必需品に対する配給制の導入について、公式の宣伝では「より合理的に分配する試みである」と説明された。
1980年代には、「経済政策の遂行中に間違いを犯した」との理由で、主要な役職に就いていた者たちが次々に解任された。閣僚評議会議長を務めていたイリエ・ヴェルデッツは、経済危機の解決方法を巡ってチャウシェスクと激しい論争を繰り広げた。ヴェルデッツは、チャウシェスクから「対外経済関係における心得違い」を指摘され、1982年5月21日に辞任した。その後、ヴェルデッツは国家評議会副議長に任命された。
緊縮財政を経て、1988年のルーマニアは輸出が輸入を50億ドル上回った。これは第二次世界大戦終結から初めてのことであった。1989年4月までに、ルーマニアは対外債務をほぼ完全に返済できた。利息も含めた債務額は210億ドルにも達していた。1989年4月12日、ルーマニア共産党中央委員会本会議総会の場で、チャウシェスクは「ルーマニアは対外債務を完済した」ことを発表した。そのうえで、「ルーマニアは、今後一切、外国からの融資を受けない」と宣言した。
しかしながら、一連の緊縮財政の結果や、政治的理由による西側やソ連との協力関係の停止により、ルーマニアは経済的破局の瀬戸際に立たされた。厳しい緊縮財政策は、ルーマニアの対外債務の返済の達成につながったが、ルーマニア国民の生活水準に悪影響を及ぼし、物資不足は続いた。対外債務の完済後も、チャウシェスクが発した命令により、ルーマニア製品の輸出自体は続いたが、国内の消費は減る一方であった。それが止まったのは、チャウシェスク政権滅亡後のことであった。
多くの証言によれば、チャウシェスク自身、ルーマニア国民からの人望や強い支持を最後まで信じていたという。しかし、ルーマニアの経済危機が深刻化するにつれて、チャウシェスクに対する不信感が募り、ルーマニア社会では緊張感が高まりつつあった。

### 個人崇拝
1971年6月、チャウシェスクは中国と北朝鮮を訪問し、毛沢東や金日成と会談した。チャウシェスクは彼らの個人崇拝(Cult of Personality)に強く影響され、中国や北朝鮮の政治体制を模倣するようになったとみられている。1971年7月6日のルーマニア共産党中央委員会政治局本会議総会の場で、チャウシェスクは「七月の主張(Tezele din iulie)と呼ばれる演説を行った。基本的な内容は、社会における党の影響力のさらなる強化、学校や大学、児童・青年・学生団体における政治・思想教育の強化、政治宣伝の拡大、党の教育活動と大衆的政治活動の改善、「愛国活動」の一環として主要建設事業への若者の参加の促進、これらに向けて、無線放送、テレビ放送、出版社、劇場、オペラ、バレエ、芸術組合の活動の指針を決める、というものであった。チャウシェスクが書記長に就任したころの自由主義的な政策は終わりを告げ、検閲が復活した。ルーマニアの報道機関は北朝鮮の政治体制に触発され、チャウシェスクを賛美する政治的運動を展開し、これがチャウシェスクに対する個人崇拝の始まりとなった。金日成のチュチェ思想に関する話はルーマニア語に翻訳され、国内で広く配布された。また、チャウシェスクは、国家保安局(Departamentul Securității Statului)および秘密警察「セクリターテ」の権限を大幅に拡大させた。

### 政権への抗議
1977年6月30日、法令第三号(Legea nr. 3)が制定された。この法律では、鉱山労働者の定年が引き上げられ、障害者年金が廃止された。トランスィルヴァニアの南西部、ジウルイ渓谷にあるルペニ(Lupeni)で働く90000人の鉱山労働者のうち、35000人が1977年8月1日の深夜に操業停止を決定し、労働争議を展開した。もともと安い給料であったことに加え、労働時間がさらに延長され、3月からは残業代は支払われず、休日問わず働くよう義務付けられ、「生産目標を達成できなければ給料から天引き」とされた。労働者たちの貧しい生活環境や、彼らの苦境に対して経営陣がまるで無関心であったことも手伝った。労働者たちは労働時間の短縮や労働環境の改善を要求した。8月2日、労働者たちは、ブクレシュティからやって来た党の代表団を捕らえ、チャウシェスクを連れてくるよう要求した。8月3日に現場に到着したチャウシェスクは労働者たちの怒りを鎮めようとしたが、何千人もの群衆はチャウシェスクの言い分には耳を傾けず、強い抗議で答えた。群衆の中からは「Lupeni '29!」との叫び声の唱和も起こったが、これは1929年8月にも同地で発生した労働争議について言及している。この労働争議の主導者であるコンスタンティン・ドブレ(Constantin Dobre)は、チャウシェスクの目の前で、労働日程、就業規則、年金、物資の供給、住居、投資に関する要求を読み上げた。チャウシェスクは鉱山労働者たちの労働条件と生活状況の改善を約束し、現場から去っていった。1977年12月31日まで、就労障害年金受給者は給料と年金の両方を受け取れるよう決定され、労働時間を8時間から6時間に短縮し、供給を改善するという約束は履行されたが、他の要求に関しては受け入れられなかった。この労働争議に参加した労働者たちの一部は、のちにセクリターテから殴る蹴るの暴行を受けたり、懲役刑を宣告されたりした。また、およそ4000人の労働者が解雇されたという。懲役刑が終わった者たちの多くは治安当局の厳格な監視下に置かれ、何年にもわたって嫌がらせを受けた。
1981年、鉱山労働者たちが再び蜂起し、1982年にはマラムレシュ(Maramureș)で暴動が発生した。1986年から1987年にかけては、クルージ(Cluj)の重工業、冷蔵庫工場で、1987年にはヤーシ(Iași)にある自動車工場、ルーマニア国内の産業の中心地で、大規模な労働争議が続発した。1987年11月15日、並ぶのに疲れ、慢性的な食糧不足に悩まされていた工業都市、ブラショヴ(Brașov)の労働者たちは、給料削減に加えて大規模な人員削減が行われることを知り、市内の中心部に移動した。当初、彼らは「我々は食料と暖房を要求する！」「我々は金を要求する！」「我々の子供たちに食料が要る！」「我々には灯りと暖房が要る！」「配給券無しでパンを買えるようにせよ！」と唱和していた。ブラショヴの市長（ブラショヴ郡党委員会の書記でもある）が姿を現わし、「あと一カ月もすれば、諸君らは諸君らの子供たちと一緒に藁を喜んで食べるようになるだろう」と言った。抗議者たちは市長を殴り、党委員会の建物や市庁舎に闖入した。そこにはさまざまな種類の食べ物でいっぱいの宴席があった。群衆は「この泥棒め！」「チャウシェスクを倒せ！」「共産党を叩き潰せ！」と唱和し、1848年の国歌『目覚めよ、ルーマニア人!』(Deşteaptă-te, române!)を歌った。労働者たちは、建物内の壁からチャウシェスクの肖像画を引き剥がし、これを建物の前の広場で燃やした。この暴動は治安部隊と軍隊に鎮圧されたが、死者が出たという報告は無い。逮捕された者たちは殴る蹴るの暴行を受け、裁判では有罪判決を受け、国内の別の場所に強制送還され、その後も治安当局の監視下に置かれた。

### 六人による書簡
1989年3月10日、ゲオルゲ・アポストルが起草し、アレクサンドル・ブーラダーノ、コルネリウ・マネスク、グリゴーレ・イオン・ラチャーノ、コンスタンティン・プルヴォレスク、スィルヴィオ・ブルカンが署名した文書が発表された。これはチャウシェスクによる一連の政策を非難する内容であった。「ニコラエ・チャウシェスク大統領閣下。我らが社会主義の理念そのものが、あなたの政策が原因で信用を失い、我が国がヨーロッパで孤立しつつある現状を受けて、我々は声を上げることに致しました」との言葉で始まるこの文書は「六人による書簡」）と呼ばれ、1989年3月11日にBBCテレビとラジオ・フリー・ヨーロッパ(Radio Free Europe)でも取り上げられ、放送された。1989年3月13日、ルーマニア共産党中央委員会政治執行委員会の会議の場でこの書簡が議題に上がった。チャウシェスクは、ルーマニア国民が外国人との関係を維持できる条件をより厳格にするよう決定したうえで、これに署名した者たちを「国家に対する裏切り者」と認定した。ゲオルゲ・アポストルをはじめ、書簡の作者たちは逮捕され、尋問され、自宅軟禁下に置かれた。
ルーマニア生まれの歴史学者、ヴラディミール・ティスマナーノによれば、この書簡はルーマニア国民に幅広く支持されたわけではないが、チャウシェスク政権の抑圧体制の暴露とその崩壊につながった、という。また、ティスマナーノは「『六人による書簡』は、反全体主義の宣誓書というわけではなく、チャウシェスクの独裁の濫用に対する党の旧親衛隊による反乱の叫びであった。これは遅きに失した反乱であり、イデオロギーに関連するものに限定され、政治との関連は無かった」と書いた。署名者の1人であるスィルヴィオ・ブルカンについて、「彼はチャウシェスクを公に批判することは無かった。ブラショヴで蜂起が起こるまで、ブルカンはこれを遵守した。その後も党の指導的役割に対して反対の姿勢は見せなかった。彼はチャウシェスクの個人崇拝の行き過ぎと、『レーニン主義の規範』からの逸脱が見られた時にだけ、異議を唱えた」「決して反体制派というわけではなく、ルーマニア共産党内では派閥主義者に過ぎなかった。彼は自由民主主義を信じてはいなかったし、多元主義を大切にする人物でもなかった」と書いた。

### ルーマニア共産党14回党大会
1989年10月ごろから、チャウシェスクによる権力の濫用について書かれた内容の書簡が国中に出回るようになっていた。学者、作家、共産党の幹部が署名しており、その中には、のちの救国戦線評議会(Consiliului Frontului Salvării Naţionale)の議長を務めることになるイオン・イリエスク(Ion Iliescu)の名前もあった。それには、「11月に開催される第14回党大会で、チャウシェスクを再選させてはならない」「この狂人夫婦に抗議の声を上げよ」との趣旨が書かれていた。1989年11月20日から11月24日にかけて、ルーマニア共産党第14回党大会が開催された。11月20日、党大会に出席したチャウシェスクは6時間に亘って報告書を読み上げた。11月24日、チャウシェスクは全会一致（3308票中3308票）でルーマニア共産党書記長に再選された。チャウシェスクは、共産党書記長を含めたすべての役職に再選された。会場にいた者たちはその場で総立ちし、チャウシェスクに対して一斉に拍手喝采を送った。

### ソ連
1985年3月11日、ミハイル・ゴルバチョフ(Михаи́л Серге́евич Горбачёв)がソ連共産党の書記長に選出された。1986年4月8日、トリヤッチを訪問していたゴルバチョフは、「政治的および経済的な変革」を意味する言葉として、「ペレストロイカ」(Перестро́йка)という単語を初めて使った。のちにゴルバチョフは、「グラースノスチ」(Гласность)と呼ばれる改革の実施にも着手した。これは報道における検閲の緩和と、情報の積極的な公開である。チャウシェスクは、ゴルバチョフが打ち出したペレストロイカを批判した。それまでも理想的とは言い難い状況にあったルーマニアとソ連の関係は、これによってさらに悪化した。1989年8月23日、ルーマニアで行われた「ファシスト占領解放45周年記念式典」に出席したチャウシェスクは、「ルーマニアでペレストロイカが行われるよりも、ドナウ川が逆流する可能性のほうが高いだろう」と発言した。
チャウシェスクは第14回党大会の場で、ミハイル・ゴルバチョフが推進するペレストロイカについて、「社会主義を崩壊させ、ひいては共産党の崩壊につながる」と公然と批判した。これ以降、ソ連はチャウシェスクのことを「独裁者」「スターリニスト」と呼び始めるようになった。さらに、1988年以降、アメリカとイギリスの報道機関が「チャウシェスクの存在は、西側にとってもゴルバチョフにとっても問題になりつつある」「ルーマニアが『ペレストロイカ』に反対するすべての社会主義国を結集させる可能性がある」と報じるようになった。1988年10月、チャウシェスクはモスクワでゴルバチョフと会談し、その会談で「ルーマニアは、社会主義の段階的な撤廃を意味する『ペレストロイカ』を拒否した」と報道された。
1989年12月4日、ワルシャワ条約機構に加盟する国々による首脳会議がモスクワで開催された。この会議で、ブルガリア、東ドイツ、ポーランド、ハンガリー、ソ連の首脳による共同宣言が採択された。
「1968年のチェコスロヴァキアに対する軍事介入は、主権国家に対する内政干渉であり、非難されなければならない」「国家間の関係において、国家の主権と独立の原則は厳格に尊重されるべきである。極めて複雑な国際情勢においても、それがいかに重要であるかは歴史が証明している」

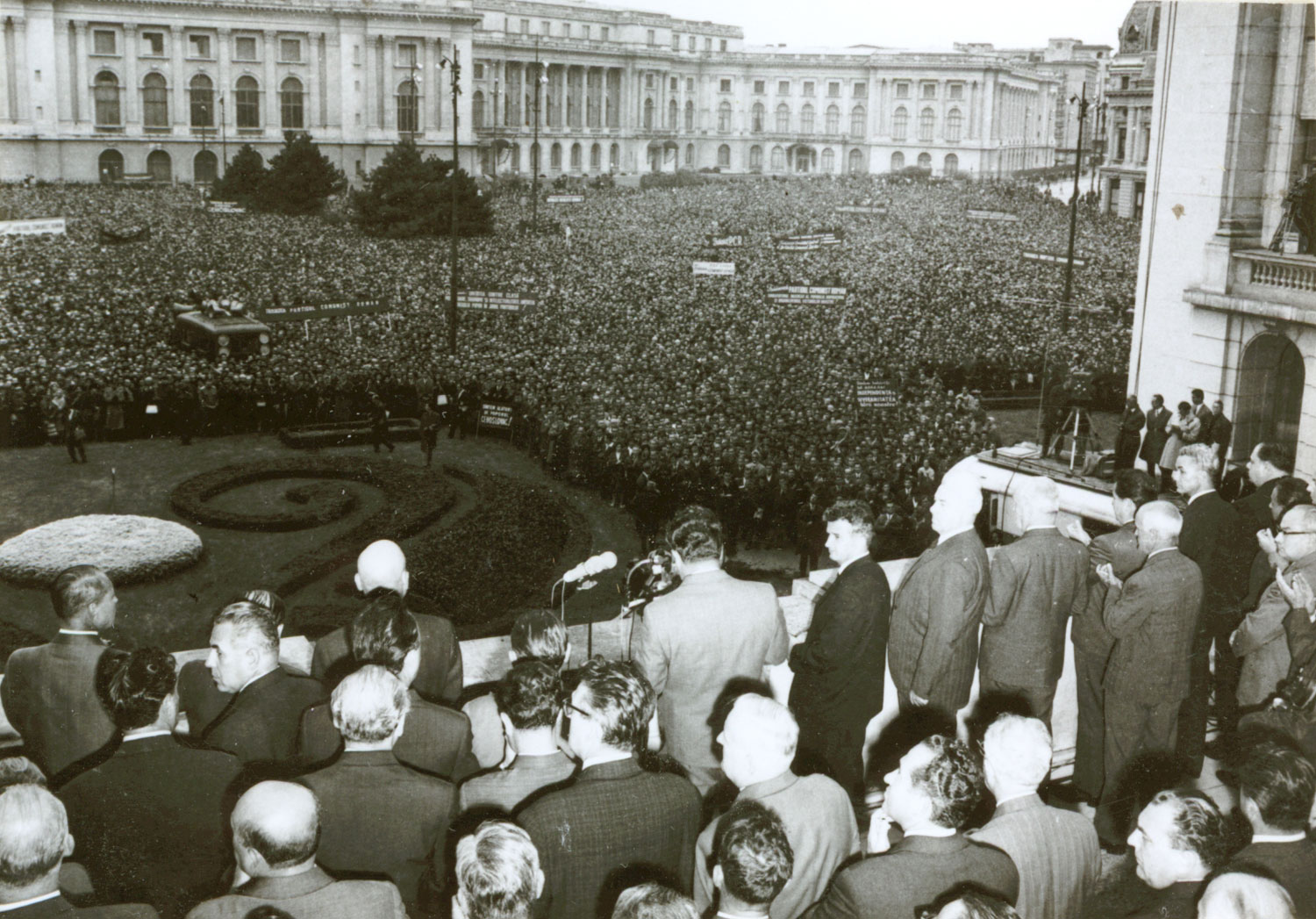
ソ連によるチェコスロヴァキアへの軍事侵攻を非難する国民集会（1968年8月21日）

しかし、ルーマニアは軍事侵攻に参加しなかったため、この共同宣言には署名しなかった。1968年8月16日、チャウシェスクはプラハを訪問し、チェコスロヴァキア共産党第一書記、アレクサンデル・ドゥプチェク(Alexander Dubček)と会談し、友好、協力、相互扶助の条約に署名した。ソ連がプラハに攻め込んだあとの1968年8月21日、ブクレシュティにて国民集会が開催され、それに出席したチャウシェスクは「チェコスロヴァキアへの侵攻は甚だしい間違いであり、ヨーロッパの平和と社会主義の運命に対する重大な脅威であり、革命運動の歴史において恥ずべき汚点を残した」「兄弟国の内政への軍事介入は到底許されるものではないし、正当化もできない。それぞれの国において、社会主義をどのようにして構築すべきか、部外者にはそれをとやかく言う権利は無いのだ」と述べ、強い調子でソ連を非難した。
この首脳会議に出席したニコラエ・チャウシェスクはソ連に対し、東ヨーロッパおよび中央ヨーロッパのすべての国々、チェコスロヴァキア、ハンガリー、ポーランド、ドイツからソ連軍を撤退させるよう要求した。ゴルバチョフとチャウシェスクによる最後の会談に同席していたチャウシェスクの軍事顧問で閣僚評議会第一副議長、イオン・ディンカによれば、二人の会話には「下品な言葉だけが欠落していた」という。ペレストロイカについて、チャウシェスクは「いかなる改革政策も実施しない」と拒否し、それに対してゴルバチョフは「極めて深刻な結果をもたらすだろう」と述べ、チャウシェスクを精神的に追い詰めたという。
チャウシェスクと西側の関係は、1980年代に著しく悪化した。1987年以降、チャウシェスクは経済相互援助会議の加盟国やG7諸国への訪問を拒否され、1988年には貿易における最恵国待遇からも外された。
チャウシェスクは、1989年の秋から冬にかけて、世界各地からの代表団に会い、取材に応じた。この間にルーマニア国内のさまざまな企業を訪問し、そのたびに称号を授与された。生産担当班から話を聞き、チャウシェスクは国内の情勢について多くのことを知っていたという。

## 1989年12月

### 12月15日

#### ティミショアラ
1989年3月20日、ミッシェル・クレアとレジョン・ロイ(Réjean Roy)、二人のカナダ人が、ティミショアラ(Timișoara)に住むハンガリー人の牧師、トゥーケーシュ・ラースロー(Tőkés László)を訪問し、密かに持ち込んだカメラでトゥーケーシュを取材し、録音した。3人のハンガリー人がカメラの持ち込みを支援し、その間、彼らはセクリターテから追跡されていた。3月31日、司教のポップ・ラースロー(Papp László)はトゥーケーシュにティミショアラでの説教行為を止め、孤立した教区があるミネウ村(Mineu)に移住するよう命じたが、トゥーケーシュはこれを拒否し、彼の信徒たちもそれを支持した。
1989年7月24日、ハンガリーの国営テレビの調査番組『パノラマ』が、3月に実施されたカナダ人によるトゥーケーシュへの取材映像を放送した。この二日後、ポップ司教はトゥーケ－シュに書簡を送り、「トゥーケーシュ・ラースローは面談の中でルーマニアの国家に対して名誉棄損となる言葉を述べ、嘘まで吐いた」と非難し、トゥーケーシュの追放を命じた。カナダの『トロント・スター』紙は、「この取材映像の公開が、1989年12月の一連の出来事を誘発する契機となった可能性がある」と書いた。ポップ司教はトゥーケーシュを教会の集合住宅から追い出すため、民事訴訟の手続きを開始した。トゥーケーシュの自宅の電気は止められ、食糧配給手帳も没収されたが、教区の住人はトゥーケーシュを支援し続けた。ルーマニア政府当局は数人を逮捕し、殴打した。1989年9月14日、ハンガリー人のエルノ・ウユヴァロシー(Ernő Ujvárossy)が、ティミショアラ郊外の森の中で遺体で発見され、トゥーケーシュの父親も一時的に身柄を拘束された。エルノの死は、「治安部隊による政治的暗殺」と見られている。1989年7月にハンガリーが放送したトゥーケーシュへの取材映像の中で、トゥーケーシュは、「ルーマニア人は自分たちの人権さえも知らないのだ」と発言していた。2008年にドイツで放送された鉄のカーテンを題材にしたテレビ番組の中で、トゥーケーシュは以下のように語っている。
| 「 | この真意は、独裁者であるニコラエ・チャウシェスクを支持する必要は無いのだ、と伝えることにありました。チャウシェスクの仮面を剥ぎ取るために、どうしても必要であったのです。一般のルーマニア人やセクリターテにも衝撃を与えた模様です。あの当時、外国のテレビ放送の視聴は禁止されており、この映像はルーマニアとハンガリーの国境付近でのみ、視聴できました。この映像を観た人は誰もが衝撃を受け、とりわけ、映像はトランスィルヴァニアで広まり、ルーマニア国内の空気と世相に、思いも寄らぬ形で影響を及ぼしたのです。 | 」 |

1989年10月20日、ティミショアラ裁判所は、トゥーケーシュの立ち退きを命じる評決を出し、トゥーケーシュはこれに控訴した。11月2日、刃物で武装した4人の人物がトゥーケーシュの自宅に押し入った。セクリターテの諜報員が見守る中、トゥーケーシュとその友人たちは襲撃してきた者たちを撃退した。ルーマニアの特命全権大使はハンガリーの外務省に召喚され、ハンガリー政府はトゥーケーシュ・ラースローの身の安全を心配している趣旨を告げられた。11月12日、何者かが教区の建物の窓を割った。11月28日、ティミショアラ裁判所はトゥーケーシュによる控訴を棄却し、トゥーケーシュは1989年12月15日に正式に立ち退くことになった。1989年12月11日、トゥーケーシュは郡の党委員会に呼び出され、「立ち退きの日が12月18日の月曜日に変更されたことを教区の住民に伝えるように」との指示を受けた。しかし、礼拝が行われるのは日曜日であり、12月15日は金曜日であったため、トゥーケーシュは立ち退きが延期された話を伝えることができずにいた。
12月15日夜8時頃、教会の建物の前に、黒いダチア車が止まり、ティミショアラの市長、ペトレ・モーツ(Petru Moţ)が現れ、トゥーケーシュと対話した。教区民たちは、トゥーケーシュの自宅の外で哨戒を始め、移動命令を受けるも拒否した。教区では「人間の鎖」が形成され、民兵はこれに立ち入ることができなくなった。トゥーケーシュは教区民たちに感謝の言葉を述べたうえで、立ち去るよう伝えたが、トゥーケーシュの自宅近くには、トゥーケーシュを守ろうとする集団ができあがっていた。トゥーケーシュの妻・エディートは妊娠中で、体調を崩した。

### 12月16日

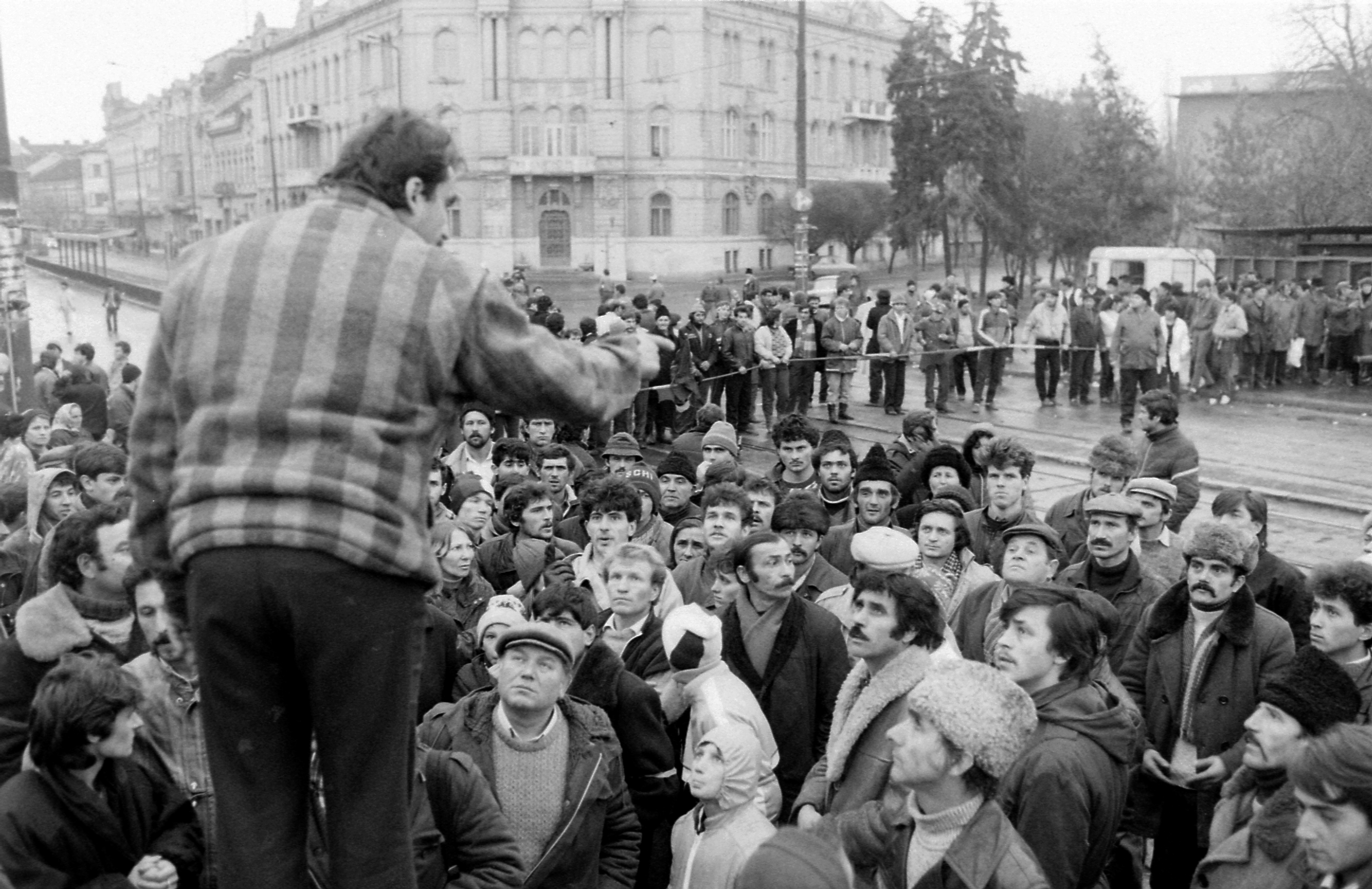
1989年12月16日、ティミショアラでの抗議運動の様子

12月16日、かかりつけの医師がエディートの診察に訪れ、そこから30分も経たないうちに、ペトレ・モーツが三人の医師を引き連れて現れ、エディートを病院に連れて行くように説得するも、かかりつけの医師はそれを拒否するよう彼女に伝えた。その後、作業員が到着し、襲撃者が壊した窓と玄関の扉を修理した。トゥーケーシュの元を訪れる人々の数はさらに増えていき、いつしかルーマニア人も教区民の群衆に加わっていた。トゥーケーシュはペトレ・モーツと会話したのち、再び群衆に去るよう伝えたが、教区民たちはその場に留まっていた。一旦去ったのち、再び戻ってきたモーツは、「トゥーケーシュが立ち退かされることは無い」趣旨を約束した。群衆の中には、トゥーケーシュの立ち退き命令を書面で撤回するよう要求した人物も出た。ペトレ・モーツは一時間以内にそうする趣旨を約束したが、彼が実際にそうするつもりだったとしても、結局それは不可能であることが判明した。立ち退き命令についてはどうにもならなかった。市長や副市長との交渉や、複数の団体が姿を見せたのち、ペトレ・モーツはトゥーケーシュに対し、「午後5時までにこの群衆を解散させなければ、消防隊による放水銃で攻撃する」との最後通告を出した。トゥーケーシュは群衆に解散するよう懇願したが、トゥーケーシュがセクリターテから脅迫を受けている、と確信したのか、群衆は改めてそれを拒否した。群衆は、自宅から出て、通りに姿を現わすよう手招きするも、トゥーケーシュはこれを拒否した。これについて、歴史家のデニス・デリータントは、「トゥーケーシュは、自分が『抵抗組織団体の指導者』と判断されるのを恐れたのだろう」と書いた。
時刻は午後5時を迎えたが、放水銃による攻撃は行われなかった。午後7時までに、複数の区画に亘って群衆の規模は拡大していた。地元の工科大学の大学生や、ハンガリー人とルーマニア人が手に手を取り合い、「人間の鎖」を形成していた。当初、彼らは讃美歌を合唱していたが、午後7時30分、ルーマニアの国歌である「目覚めよ、ルーマニア人!」の斉唱が始まった。この国歌は1947年に斉唱行為を禁止されており、先述の1987年11月15日にブラショヴで労働者たちが起こした反乱の際にもこれが歌われた。
トゥーケーシュへの立ち退き命令に抗議する意味で、蝋燭を灯した人々が現われ、抗議は拡大を続けた。午後9時、セクリターテの長官、ユリアン・ヴラードはこの反乱を鎮圧するため、上級作戦部隊をティミショアラに派遣した。抗議者たちはティミショアラ正教大聖堂(Catedrala Mitropolitană din Timişoara)の周辺を移動し、市内を行進し、治安部隊と再び対峙した。いつしか群衆は「チャウシェスクを倒せ！」「政権を倒せ！」「共産主義を叩き潰せ！」と唱和し始めた。群衆は別の場所へ移動し、橋を渡り、共産党本部の建物がある市街地へと向かい、石を投擲した。午後10時ごろ、民兵が彼らを教会へと追い返し、放水銃による水攻めが始まった。しかし、群衆はそれを奪い取って解体し、その部品を、ベガ川（Râul Bega, ルーマニアとセルビアの間を流れる川）に投げ捨てた。午後9時から午後11時30分にかけて、民兵、諜報員、消防士、国境警備隊で構成された部隊が180人を逮捕した。デニス・デリータントは、「このハンガリー人の抗議運動は、今やルーマニア人の反乱へと変わった」と書いた。
12月16日の日中までに、教会の前にプロテスタントの信者の集団ができあがり、ティミショアラでは通行人がこの集団に加わり、群衆は徐々に規模を増していった。ペトレ・モーツがトゥーケーシュの立ち退き命令に反対する旨を文書で確認するのを拒否すると、群衆は反共主義の標語を唱和し始めた。聖マリア広場では路面電車が止められ、イオン・モノラン、ダニエル・ザガネスク(Daniel Zăgănescu)、ボールビー・ラースローらが、反共産党を訴える演説を行った。ダニエル・ザガネスクは路面電車に乗り、「Ma numesc Daniel Zăgănescu si nu mi-e frica de Securitate. Jos Ceausescu!」（「私はダニエル・ザガネスクと申します。私はセクリターテなぞ恐れてはいない。チャウシェスクを倒すのだ！」）と叫んだ。

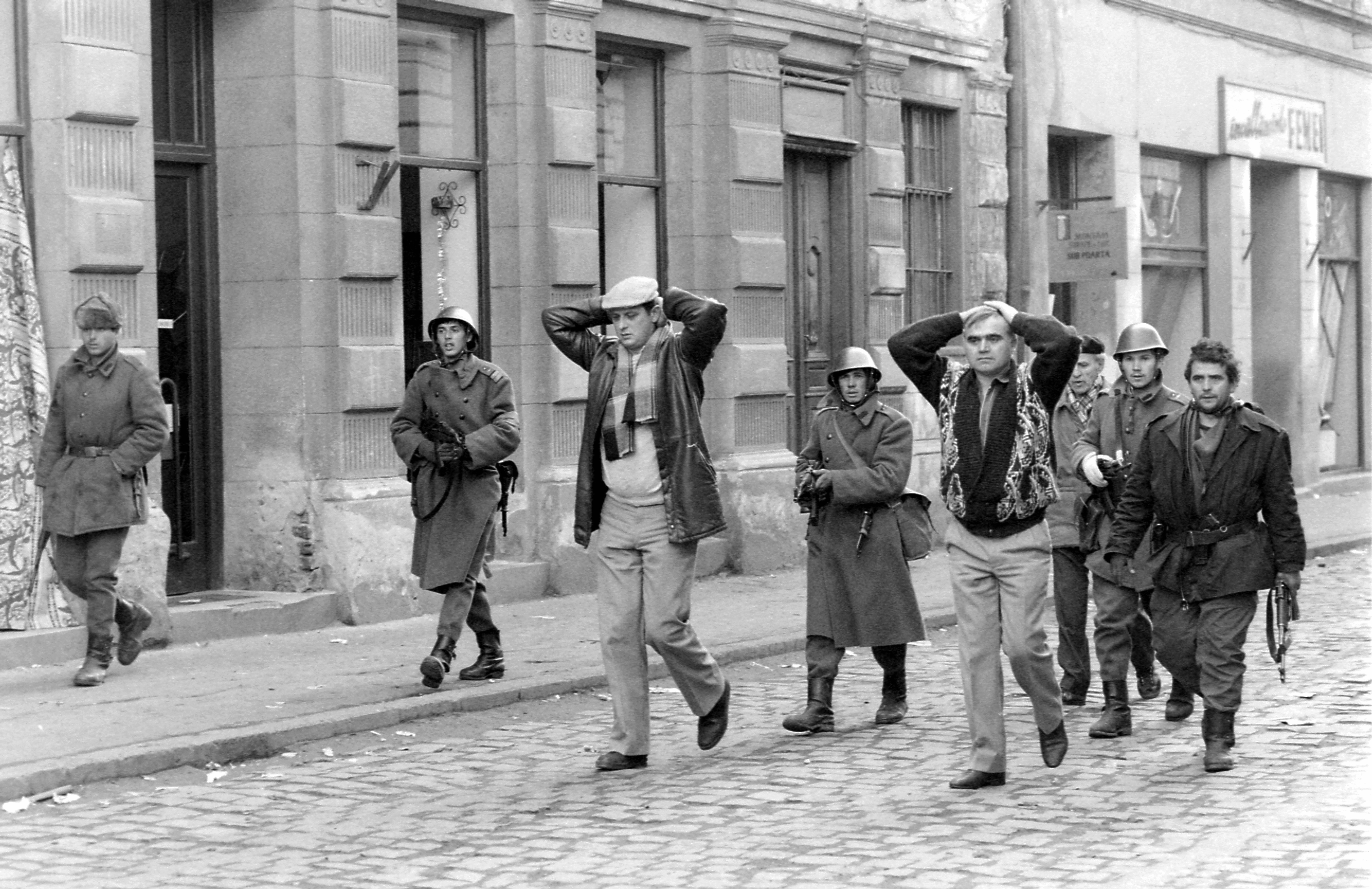
ティミショアラで逮捕された者たち

### 12月17日

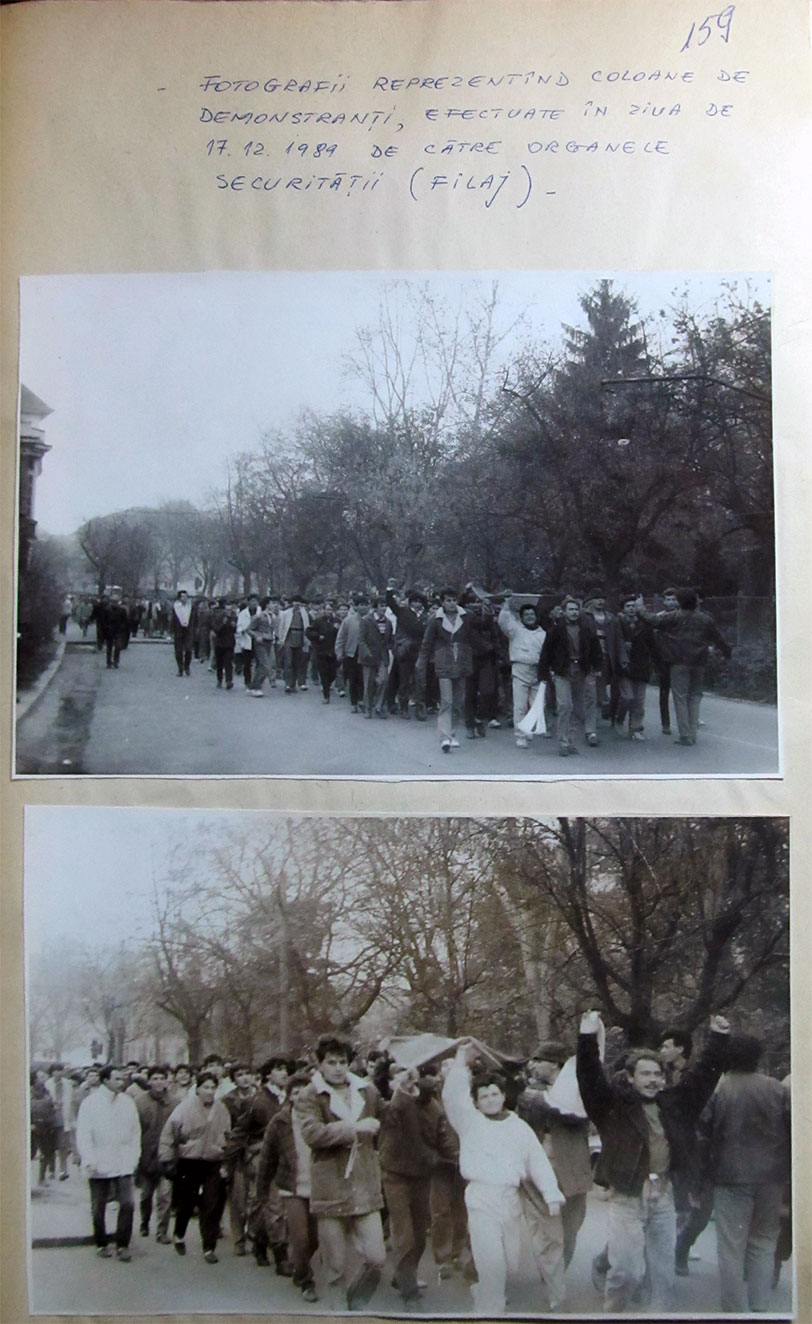
1989年12月17日、ティミショアラの様子

12月17日、ニコラエ・チャウシェスクはルーマニア共産党中央委員会政治執行委員会の臨時会議を招集し、トゥーケーシュ・ラースローについて言及し、「ある改革派の司祭が、彼自身のせいで制裁を受けた。ティミショアラから別の郡に移り、住んでいた家を去らねばならない、というものである。彼は自宅を明け渡すことを望まなかった。司教は裁判所に訴え、裁判所は彼を立ち退かせる決定を下した。これには長い時間を要した。昨日、裁判所命令が執行されようとしたが、司祭は団体を組織した。これはブダペストを始めとする外国の諜報組織による妨害である。彼は外国からの取材にも応じているのだ」と述べた。
12月17日午前9時、陸軍参謀本部の工作員の集団が市内に到着した。午前11時、ティミショアラでの抗議運動の参加者は、いつしか数千人にまで膨れ上がっていた。中心部にある本屋の窓ガラスが割られ、チャウシェスクを賛美する本は酷く損壊された。国防大臣で将軍のヴァスィーレ・ミーラ(Vasile Milea)は、ティミショアラ市内にあるルーマニア共産党本部の建物を守るよう指令を出した。午後1時30分、ミーラは「ティミショアラの状況は悪化の一途を辿っています。軍による介入命令をお願い致します。軍は戦闘状態に突入します。ティミショアラ郡にて非常事態が進行中です」と報告した。軍隊に対して命令を出せるのは、法的にはニコラエ・チャウシェスクだけであった。チャウシェスクは、ユリアン・ヴラードに2回、ヴァスィーレ・ミーラに少なくとも6回電話し、ティミショアラでの暴動を腕ずくで迅速に鎮圧するよう指令を出した。午後1時45分、ティミショアラの通りに戦車が現われた。チャウシェスクは将軍のイオン・コーマン(Ion Coman)を司令官に任命し、午後3時30分、国防省と内務省の将官の代表団がティミショアラに派遣された。

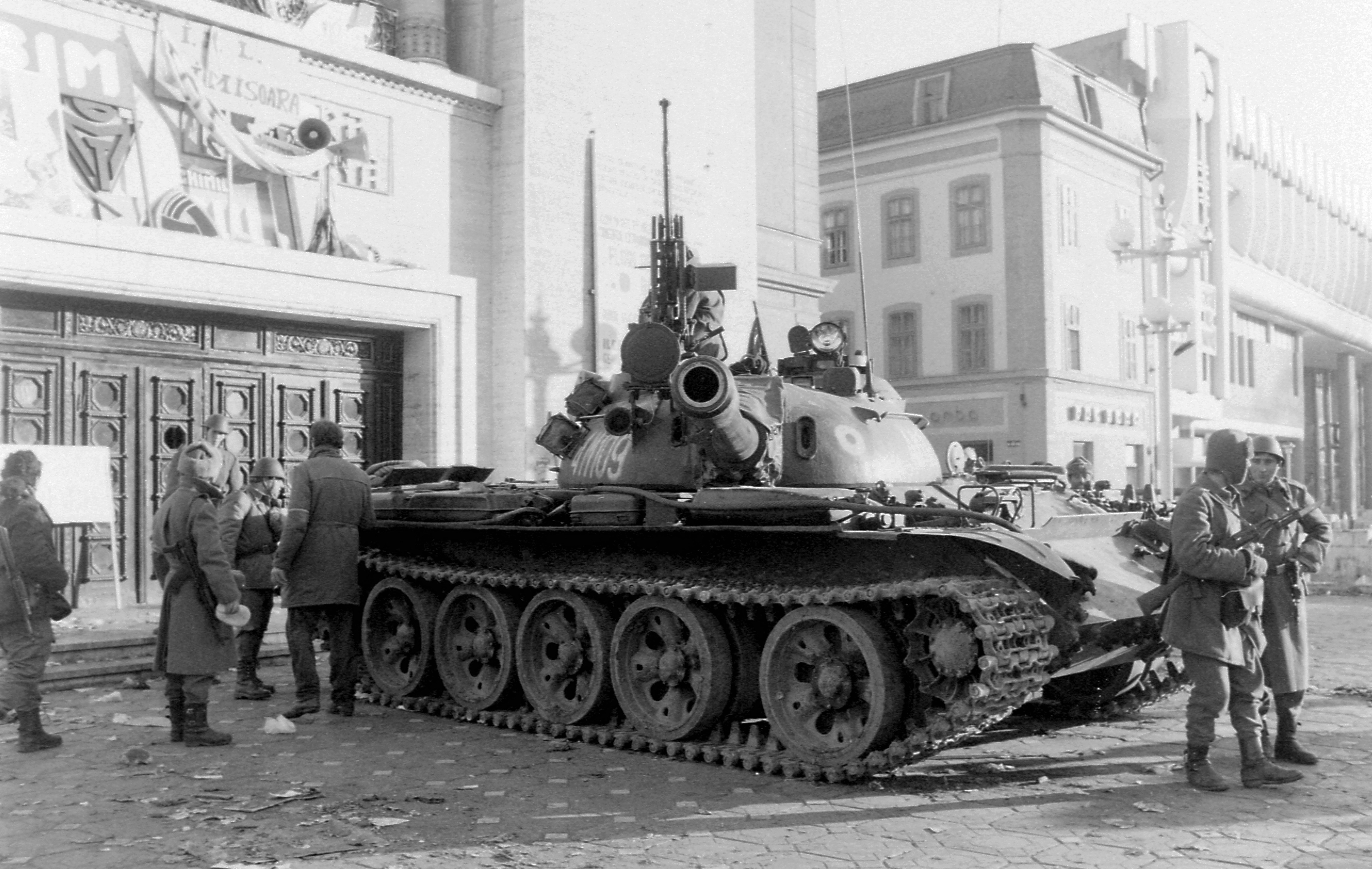
ティミショアラにある劇場前に現われた戦車

午後4時頃、抗議者たちは郡の党委員会の建物に闖入し、党の文書、宣伝用の小冊子、チャウシェスクの著書、共産党の権力の象徴であるこれらを窓から次々に投げ捨てた。彼らは建物に火を付けようとしたが、これは軍の部隊に阻止された。午後4時30分、チャウシェスクは、ブクレシュティにてルーマニア共産党中央委員会政治執行委員会の臨時会議を招集し、ティミショアラでの出来事について、国防大臣たちと議論し始めた。チャウシェスクは、反乱の鎮圧を躊躇したトゥドール・ポステルニク、ヴァスィーレ・ミーラ、ユリアン・ヴラードを非難した。チャウシェスクはヴァスィーレ・ミーラに対し、「ミーラよ、あなたの部下は何をしていたのか。なぜすぐに介入しなかった？ なぜ撃たなかった？ 部下に足元を撃たれてもおかしくないはずだ」と質問した。ミーラが「私はいかなる種類の弾薬も与えませんでした」と答えると、チャウシェスクは「なぜ与えなかったのか？ そんなことなら、部下を家に帰したほうがましだ」と非難した。チャウシェスクは、治安部隊に対して発砲命令を出さなかったユリアン・ヴラードに対し、怒りを込めて応酬した。「あなたのやったことは、国家の利益、人民の利益、社会主義の利益に対する裏切りだ。責任ある行動を取らなかったのだ」「あなたにいかなる処罰を与えるべきか、分かるか？銃殺刑だ。それこそがあなたにふさわしいのだ。あなたのやったことは、敵と手を結んだも同然の行為だからだ！」
ヴァスィーレ・ミーラは、チャウシェスクから抗議者を撃てとの指令を受けたが、ミーラはこれを陸軍部隊に伝令するのを拒否した。ミーラは「軍規を確認しましたが、人民軍は人民を撃ち殺せ、との記述がある項目はどこにも見当たりませんでした」と発言した。
チャウシェスクは、反逆者を撃つよう命じた。この命令を出したチャウシェスクに対し、国防大臣、内務大臣、セクリターテの長官は初めて反対を表明した。チャウシェスクは、自分に対する彼らの忠誠と服従を疑い、3人に対して「役職を解任する」と発言したが、閣僚評議会議長のコンスタンティン・ダスカレスクはこれに反対し、彼ら3人への支持を表明した。チャウシェスクは怒りを露わにし、「ならば私は書記長を辞任する。別の人物を書記長に選出するが良い！」と言い、会議室から出て行った。エミール・ボブとコンスタンティン・ダスカレスクがチャウシェスクのあとを追いかけ、部屋に戻るよう懇願した。数分後、チャウシェスクは会議室に戻り、会議を続けた。
チャウシェスクは、「内務省の部隊、国防軍の部隊、いずれも警戒態勢、戦闘態勢に切り替えよ。敵がいかなる行動に出ようとも、徹底的に粛清せよ」、「ティミショアラでは本部が攻撃を受けたのに、何の反応も起こらなかった。頬を打たれたら、もう一方の頬も差し出そうというのか。あたかもイエス・キリストではないか」「人文主義とは、人民、国家、社会主義を守ることである。敵に屈従したり、敵と協定を結ぶことではない。全ての部隊は戦闘用の弾薬を装備せよ」「共産党郡委員会の建物に無断で立ち入った者は生かして帰すな！」と述べ、一時間以内にティミショアラの秩序を復元するよう命令した。チャウシェスクはティミショアラでの抗議運動を鎮圧するための武力行使を要請し、ルーマニア共産党中央委員会政治執行委員会はこれを正式に承認した。チャウシェスクはティミショアラの代表者と緊急の電話会議を行った。午後5時30分、チャウシェスクは抗議者に対する発砲命令を出した。
午後6時、ジロクルイ(Girocului)にて、参謀総長のシュテファン・グーシャ(Ştefan Guşă)の命令により、道を塞がれた戦車を回収する名目で、抗議者に対して発砲が始まった。午後6時45分ごろ、ティミショアラの部隊は、信号「Radu cel Frumos」を受けた。これは「軍隊に戦争弾薬を装備させ、戦闘態勢に切り替えよ」との指令であった。ティミショアラでは、国防省の部隊による発砲がついに開始され、数時間で300人を超える人々が撃たれた。
午後8時過ぎ、デチェバル橋、リポヴェイ通り、ジロクルイ通りを含む自由広場からオペラ座の建物に向けて銃撃が行われた。戦車、トラック、装甲車両が市内への立ち入りを阻止し、ヘリコプターが上空を監視巡回していた。深夜を過ぎると、抗議活動は一旦沈静化し、イオン・コーマン、イリエ・マーテイ(Ilie Matei)、シュテファン・グーシャが市内を視察した。

### 12月18日
12月18日午前5時30分、ティミショアラの部隊の司令官、イオン・コーマンは、現地の状況について「取り締まりの最中にあります」とブクレシュティに報告した。ティミショアラの中心部は兵士と治安部隊が警備していた。ティミショアラ市長のペトレ・モーツは、前日の「破壊行為」を非難する目的で、大学キャンパスでの党会議の開催を要請した。12月18日、ティミショアラには戒厳令が敷かれ、2人以上の集団での移動は禁止された。その禁止令を無視する形で30人の若者の団体が黙って厳粛にティミショアラ正教大聖堂に向かった。彼らは建物の階段で立ち止まると、共産主義を象徴する紋章を切り取った状態の三色旗を広げ、蝋燭に火を灯して静かに待機していた。その後、彼らは「目覚めよ、ルーマニア人!」を歌い始めた。午後5時、将軍のミハイ・チツァックは兵士たちに発砲を命じ、自らも民間人に向けて発砲した。7人が死亡し、98人が負傷した。治安部隊が彼らに向けて発砲し、負傷者と死亡者も出たが、残りはその場から逃げ出した。この24時間で、ティミショアラでは66人が死亡し、300人近くが負傷した。
ニコラエ・チャウシェスクは、「テロ行為、破壊行為、公共財産の破壊による重大な公序良俗違反」を理由に、ティミショアラにて非常事態宣言を布告することにした。この日、チャウシェスクにはイランを訪問する予定があった。午前8時15分、チャウシェスクは政府の指導部を自宅に呼び寄せ、面会した。チャウシェスクは「イランへの訪問を取り消す必要は無い」と判断し、テヘランに出発した。午前9時30分、チャウシェスクの搭乗した大統領専用機が離陸し、黒海の上空を飛行していった。ミグ戦闘機が4機、護衛に当たった。12月20日にチャウシェスクが帰国した際にも同様であった。チャウシェスクには、セクリターテ第五治安総局長のマリン・ナゴエと、外務大臣のイオン・ストイアンが付き従った。

### 12月19日
12月19日、ラドゥ・バランとシュテファン・グーシャがティミショアラにある工場を訪問し、労働者たちに対して作業を続けるよう説得したが、失敗に終わった。照明器具の会社「ELBA」の建物付近にいた労働者に対し、軍隊が発砲した。午前7時から午後12時、数千人の労働者が街頭に繰り出していた。ティミショアラでの抗議運動はもはや止めることが不可能になっていた。午後1時50分、シュテファン・グーシャは兵士たちに対し、兵舎への撤退を命じた。
12月17日から18日の夜にかけて、ティミショアラの郡病院にて、撃たれて死亡した者たちの遺体が安置された。12月19日、エレナ・チャウシェスク(Elena Ceaușescu)とイオン・コーマンの命令に基づき、遺体安置所に安置されていた58体の遺体のうち、43体が冷凍トラックに積まれ、ブクレシュティに移送された。彼らの遺体はチェヌーシャ(Cenuşa)で火葬され、その遺灰はポペシュティ＝レオルデニ(Popeşti-Leordeni)の水路に投げ捨てられた。弾圧された痕跡を残さないようにするのが目的であった。エレナ・チャウシェスクはこれを「Operaţiunea Trandafirul」（「バラ作戦」）と名付けた。遺体の消失については、「各人が不正に国を離れ、近隣の国々に逃亡した」と説明された。

### 12月20日
12月20日午前9時、数万人の抗議者の集団が、ティミショアラの中心部にある劇場広場を占拠し、「自由を！」「神がおわします！」「軍隊は我々の味方だ！」「恐れることはない、チャウシェスクを倒せ！」と唱和し始めた。午後12時、ティミショアラの中心部には、およそ15万人の抗議者がいた。彼らは兵士に差し入れを送った。午後12時30分、抗議者数人が劇場の桟敷を開放し、その直後に「主の祈り」の唱和が始まった。拡声器を通じて「ティミショアラは共産主義から解放されたルーマニアの最初の都市である」と宣言された。午後2時30分、閣僚評議会議長のコンスタンティン・ダスカレスクがティミショアラに到着した。抗議者たちは、国の指導者の立場にある者たち全員の辞任、自由選挙、ティミショアラでの殺害の責任者を裁判にかけるよう要求した。劇場広場に集まった群衆の中から数人が劇場の建物内に入り、集まった群衆に向けて演説した。この日、「ルーマニア民主戦線」が設立され、その議長にはロリン・フォルトゥーナが就任し、クラウディオ・イオルダーケが群衆を指導する立場になった。
イランを訪問中のチャウシェスクは、自国からの連絡を受けて急遽帰国するに至った。午後5時、イランから帰国し、状況がますます悪化していることを知ったチャウシェスクは、ヴィクトル・アタナスィエ・スタンクレスクをティミショアラの司令官に任命するとともに、非常事態宣言を布告した。午後7時、チャウシェスクはルーマニア共産党中央委員会の建物の内部にあるテレビ放送室で、ルーマニア国民に向けて演説を行い、ティミショアラで発生した出来事について、「非常に深刻な事態だ」とし、ティミショアラの抗議者たちについて「ごろつきの集団」と呼び、「社会主義革命に敵対する者たちである」と非難した。チャウシェスクはまた、「ティミショアラで始まった暴動は、ルーマニアの主権を有名無実化させようと企む帝国主義者の団体と外国の諜報機関からの支援を受けて組織されたもの」であり、「社会主義の恩恵を潰し、外国人の支配下に置かれていたころのルーマニアに戻さんとする企みである」とも訴えた。チャウシェスクは、「ごろつきどもは、国を不安定にし、領土を分断し、国家の独立と主権を破壊し、社会主義の発展の破壊と外国人による支配下の時代への回帰を目的とし、『ファシスト型』の破壊を惹き起こしている。計画的にもたらされた現在の状況は、ソ連によるチェコスロヴァキアへの軍事侵攻に似ており、外国の工作員と『はした金で国を売る』内部のルーマニア人による協力のおかげで可能となったのだ」と演説した。
12月20日の夜、チャウシェスクと治安部隊の幹部との間でテレビ会議が実施された。チャウシェスクは、「チャウシェスクを支持する、公認済みの無産階級5万人」で構成された特別自衛部隊を創設して首都に集め、暴徒に立ち向かうよう党指導部に指示を出した。チャウシェスクは、21日にブクレシュティで「社会主義の利益を守る」ための「人民集会」(Adunare Populară)を開催し、国民に直接語りかけることにした。

### 12月21日

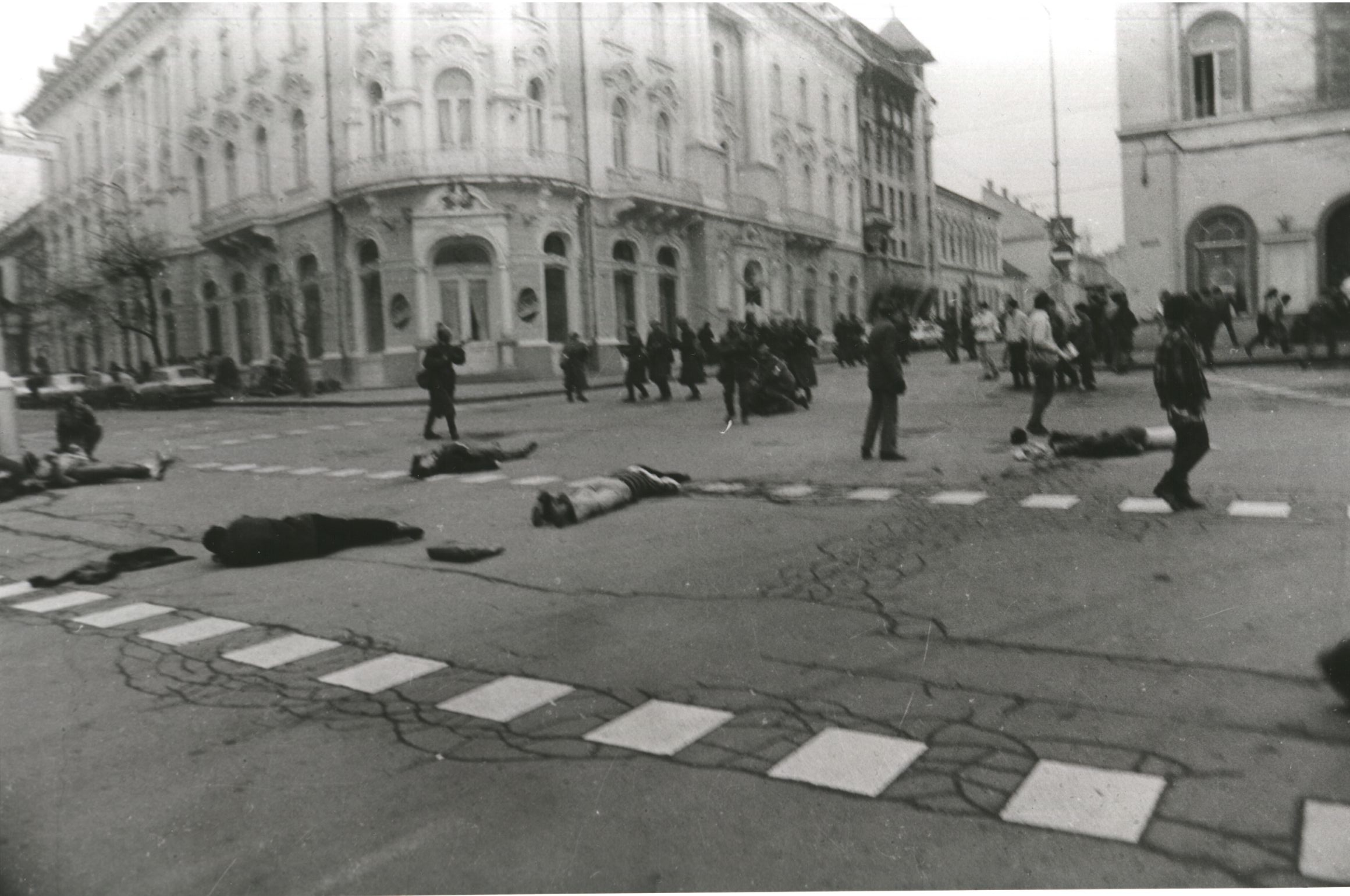
銃で撃たれて死んだ抗議者（1989年12月21日）

12月21日、オルテニアの工場の労働者を乗せた列車がティミショアラに到着した。チャウシェスク政権は彼らの存在を利用して抗議運動を鎮めようとしたが、この労働者たちはティミショアラの抗議者たちと合流することになった。ある労働者は、「昨日、工場の責任者と党の幹部が私たちを中庭に集め、木の棒を渡し、『ごろつき集団とハンガリー人がティミショアラを荒らしている。現場に出動して抗議運動の鎮圧を手伝うのが我々の義務だ』と聞かされました。実際には、それは事実ではないことが分かりました」と語った。

#### チャウシェスクによる演説
午前9時、首都・ブクレシュティの中心部、革命広場にて、群衆がルーマニア共産党中央委員会の建物の前に集結した。チャウシェスクがこの集会を開こうと決めたのは、「自分はまだ国民から支持されている」との自信があったからである。集会を主催したのはブクレシュティの市長、バルブ・ペトレスクであった。午前11時、集会が始まり、午後12時、チャウシェスクが建物の桟敷に姿を現わし、演説を始めた。
ところが、演説が始まってまもなく、群衆の中で突如爆竹が炸裂し、騒ぎが勃発したことで、チャウシェスクは演説を中断せざるを得なくなった。救国戦線評議会の委員の1人、カズィミール・イオネスクがのちに語ったところによれば、「ニコラエ・チャウシェスクの演説を妨害する目的で特別に編成された集団の存在があったのだ」という。ルーマニアの日刊紙『România Liberă』（『自由ルーマニア』）は、「12月21日のチャウシェスクの演説を『台無しにした』のは誰だったのか？ については、ティミショアラからブクレシュティに移動してきた集団の仕業である」と報道している。
チャウシェスクは群衆に何度も「Allo!」と呼びかけて静粛にするよう促し、群衆を落ち着かせようとした。エレナ・チャウシェスクやセクリターテの職員も「聞こえないのか？ 静かにせよ！」と群衆に向けて怒鳴った。群衆が一旦静かになると、チャウシェスクは再び演説を続けた。チャウシェスクはこの演説の中で「最低賃金200レイ、年金100レイ、社会扶助300レイ、児童手当30 - 50レイ、出産手当1000 - 2000レイの引き上げの実施を約束する」と発表した。これは前日招集したルーマニア共産党中央委員会政治執行委員会でチャウシェスク本人が提案した内容であった。しかし、騒ぎはますます大きくなり、チャウシェスクは混乱と戸惑いの表情を隠せずにいた。この演説は生放送であったが、一時的に中断された。集まった群衆の大部分は街頭へ向かい、党の活動家、愛国的な衛兵、私服を着た兵士、チャウシェスクに忠実な人々は広場に残っていた。チャウシェスクは建物の中に引き戻された。チャウシェスクは郡党委員会の第一書記と電話会議を行い、「ここ数日の一連の出来事は、国を不安定にさせ、ルーマニアの独立と主権に対する組織的な策動の結果である」と宣言し、党と国家権力、民兵、治安部隊、軍隊を総動員するよう求めたうえで、「我々は、この出来事の正体を暴き、断固として拒否し、始末を付けねばならない」「全人民の財産、ルーマニアの都市、社会主義、ルーマニアの独立と主権を守るための団体を設立するのだ」と述べた。

#### 抗議者への弾圧
革命広場から出た者たちは恐慌状態に陥り、宮殿広場周辺の通りに集まると、「独裁者を倒せ！」「チャウシェスクよ、お前は誰だ？ - スコルニチェシュティ出身の極悪人だ！」との唱和を始めた。コガルニチャーノ広場から、連帯広場、ロセティ広場、ロムニア広場にかけては群衆で埋め尽くされていた。ミハイ・ヴィターズルの像の上には、共産主義を象徴する紋章を切り取った三色旗を振る若者が立っていた。時間が経過するにつれて、ブクレシュティにおいてはますます多くの人々が街頭に繰り出していた。彼らに対する抑圧行動は、この日の午後6時ごろに始まり、翌日の深夜3時ごろまで続いた。国防大臣のヴァスィーレ・ミーラによる指揮のもと、戦車や装甲輸送車が出動し、大規模な治安部隊が動員され、武装しておらず、系統立っているわけでもない抗議者たちを迎え撃つことになる。
この日の事件を担当した検察官によれば、午後12時10分から午後1時にかけて、 ブクレシュティにて、何者かが抗議者（とくに、女性）を鋭利な物体で刺し、混乱が起こった。ルーマニア国防省の特殊車両が低周波の不安音を発し、混乱に陥った群衆をすばやく散らせた。
午後4時、ホテル『Intercontinental』の前にいた群衆に、ルーマニア国防省のトラックが制御不能状態で突っ込んだ。これにより、7人が死亡し、8人が負傷した。
午後6時、抗議者2000人が大学広場(Piața Universității)に障害物を設置した。午後8時、治安部隊が抗議者たちに発砲し始め、彼らを次々に逮捕していった。午後11時、ヴァスィーレ・ミーラが障害物を撤去するよう命じた。抗議者たちは地下鉄で逃げようとするも、治安部隊に捕らえられ、拷問された。その中には、子供、女性、老人も含まれ、駅の階段や乗降口には血が飛び散っていた。この過程で50人が殺され、462人が負傷し、1245人が逮捕され、ジラーヴァ刑務所に移送された。ニコラエとエレナの二人は、ルーマニア共産党の建物の中で過ごした。午前1時ごろ、ヴァスィーレ・ミーラとユリアン・ヴラードは、ブクレシュティの中心部から抗議集団が一掃された趣旨を報告した。
死亡した者たちの遺体が病院に搬送されたが、検察庁と保険総局は、それらの遺体の解剖を禁止した。ティミショアラでの犠牲者たちと同じく、火葬するよう命じられた。

#### アラドでの弾圧
12月21日、ルーマニア西部の都市・アラドでは、市内の中心部に向けて群衆が行進していた。群衆は暴力に訴えることは無く、平和的に行動していた。彼らは郡の党委員会の建物がある市庁舎前まで辿り着いた。午後12時30分、党委員会第一書記のエレナ・プーニャ(Elena Pugna)が姿を現わし、ブクレシュティで行われた集会の場でチャウシェスクが約束した給与や児童手当の増額の趣旨を伝えたのち、党委員会の本部へ戻っていった。12月20日にティミショアラで結成された「ルーマニア民主戦線」の様式に従い、この委員会のアラド支部が結成された。12月22日午後2時、広場と郡の党委員会の建物から軍隊が撤退し始めた。午後2時30分、市庁舎の桟敷から、ルーマニア人の俳優、ヴァレンティン・ヴォイスィラ(Valentin Voicilă)が姿を現わし、アラドが自由都市となった趣旨を宣言し、平穏と秩序を保つよう訴えた。アラドでは流血の事態は起こらないだろうと思われたが、この日の午後9時、民兵総監察局長のコンスタンティン・ヌツァ、民兵総監察局副局長、ヴェリコ・ミハラが姿を現わし、群衆に向けて銃撃が始まった。これにより、24名が殺された。
コンスタンティン・ヌツァとヴェリコ・ミハラは、エレナ・チャウシェスクによる「バラ作戦」に関与していた。12月23日の朝、二人はアラドを出発し、ブクレシュティ行きの列車に乗ったが、デヴァで逮捕され、二人ともロープで身体を縛られた状態でヘリコプターに乗せられ、ブクレシュティに連れて行かれることになった。しかし、ルーマニア国防省からの命令で、ヘリコプターの経路が変更され、アルバ・ユリアへ向かうことになった。この地域に駐留していた陸軍部隊は、飛んできた飛行物体に対し、「事前警告無しで発砲・撃墜するように」との命令を受けていた。この命令に従う形で、二人の乗ったヘリコプターに対し、地上から対空機関銃による銃撃が一斉に開始された。操縦士以下三名は空中へ投げ出され、コンスタンティン・ヌツァとヴェリコ・ミハラは身動きが取れない状態のままヘリコプターごと地上に墜落し、全員死亡した。空中にいる飛行物体を「事前警告無しで発砲・撃墜するように」との命令はルーマニア国防省の司令室から発せられ、そこにはヴィクトル・アタナスィエ・スタンクレスクとイオン・イリエスクがいた。この事実は、軍事検察庁による捜査で明らかになった。

### 12月22日
12月22日午前3時から午前5時にかけて、消防車と清掃車が出動し、大学広場の石畳、地下鉄駅の階段、周囲に飛び散った血痕を洗い流した。ブクレシュティで抗議者たちが弾圧されたという知らせは瞬く間に拡がり、反チャウシェスクの気運はますます増幅していた。午前7時、労働者・抗議者の集団がルーマニア共産党中央委員会の建物に向かった。建物は約1000人の兵士が警護していた。午前9時、ニコラエ・チャウシェスクは、ユリアン・ヴラードとヴァスィーレ・ミーラに対し、抗議の群衆がこの建物に接近するのを何としてでも阻止するよう指示を出した。ヴァスィーレ・ミーラは、前日の夜に行われた弾圧に関与した事実について、良心の呵責に責め苛まれた。
午前9時30分ごろ、ヴァスィーレ・ミーラが心臓を銃で撃ち貫いて死んでいるのが発見された。ミーラの死を知らされたチャウシェスクは酷く動揺し、「ミーラ将軍は国家と国民を裏切った」と述べた。午前9時45分、ルーマニア共産党中央委員会政治執行委員会の会議が始まった。チャウシェスクは「ミーラ将軍が、私のもとを離れた2分後に自殺したことを知らされた」と述べた。死ぬ直前のミーラと会話したコルネリウ・プルカラベスクによれば、ミーラは「私はニコラエ・チャウシェスクから国民を撃つよう命じられた。自国民への射殺命令は、私には出せない」と語っていたという。午前9時55分、ヴィクトル・アタナスィエ・スタンクレスクがティミショアラから戻った。
チャウシェスクは「直ちにルーマニア全土に非常事態宣言を布告する。これは憲法に則ったものであり、大統領の権限でもある。国家評議会を招集するには及ばん」と述べた。コンスタンティン・ダスカレスクは「誠実な労働者を撃っていいものかどうか」と疑問を呈し、それに対して内務大臣のトゥドール・ポステルニクは「我々が発砲すべき相手は誠実な労働者ではなく、出来損ない連中やクズどもです」と述べた。チャウシェスクは、「もちろん、労働者に銃を向けるわけにはいかない。我々は労働者の代表なのであり、労働者を撃つことは無い。しかし、なかには卑怯者もいる。裏切り者のミーラに責任を負わせる。他にもいるかもしれんな」と答えた。
午前10時50分、チャウシェスクはルーマニア全土に非常事態宣言を布告した。チャウシェスクは、「テロ行為、破壊行為、公共財産の破壊による深刻な公序良俗違反を考慮」し、憲法第75条に基づき、ルーマニア全土に非常事態宣言を布告したのであった。この布告が読み上げられたあとに「国防大臣が、ルーマニアの独立と主権に反する裏切り行為を働き、それが露見するのを悟って自殺したことをお知らせ致します」と報道された。ヴァスィーレ・ミーラが死んだため、チャウシェスクは、ティミショアラから戻ってきたヴィクトル・アタナスィエ・スタンクレスクを新たな国防大臣に任命した。しかし、スタンクレスクはチャウシェスクに忠誠を示す一方で、他方では二重の駆け引きを始めた。午前10時45分、スタンクレスクは陸軍通信本部にいた大尉のマリウス・トゥファン(Marius Tufan)に対し、「兵士たちに兵舎に戻るよう伝えて欲しい」と頼んだ。軍隊に兵舎への撤退を命じた数分後、スタンクレスクは宮殿広場が群衆に占拠された趣旨をチャウシェスクに報告した。チャウシェスクは怒りを露わにしつつ、「誰がそんなことを許可したのだ？」と尋ねた。その後、スタンクレスクはニコラエ・チャウシェスクに対し、ルーマニア共産党の建物からヘリコプターに乗って離れるべきである趣旨を告げた。

### チャウシェスク夫妻の逃亡
ヴァスィーレ・ミーラの死を発表してまもなく、チャウシェスクはルーマニア共産党中央委員会政治執行委員会の臨時会議を招集し、チャウシェスク自ら軍の指揮を執る趣旨を発表した。ルーマニア共産党中央委員会の建物の前には5万人の群衆が集まっていたが、その数はさらに増えていた。12月22日午前11時30分ごろ、チャウシェスクは桟敷に姿を現わし、拡声器を手に取り、群衆に向けて演説を行おうとしたが、彼らの怒りを買っただけであった。上空にヘリコプターが現われ、小冊子を空から配布しようとしたが、風が強く、群衆のもとには届くことは無かった。その小冊子には、「陽動作戦の犠牲にならぬよう、家に帰ってクリスマス休暇を楽しもう」と書かれていた。
セクリターテ第五治安総局長のマリン・ナゴエはヘリコプターの手配を要請した。午後12時6分、大群衆が見守る中、チャウシェスク夫妻と護衛の乗ったヘリコプターが、建物の屋上から離陸していった。ヘリコプターには、エミール・ボブ、マーナ・マネスク、副操縦士のミハイ・シュテファン(Mihai Ştefan)、整備士のステリアン・ドラゴイ(Stelian Drăgoi)、ルーマニア内務省第五保安総局のフロリアン・ラーツ(Florian Raţ)とマリアン・ルースー(Marian Rusu)が同乗した。操縦担当はヴァスィーレ・マルツァン(Vasile Maluțan)であり、チャウシェスクの専属操縦士であった。
チャウシェスク夫妻が脱出したのち、ブクレシュティの状況はより混沌としたものとなった。ルーマニア共産党中央委員会の建物は抗議者たちに占拠され、チャウシェスク夫妻の肖像画や著書は窓から投げ捨てられていった。午後12時30分頃、ルーマニア国営テレビ局は革命家たちに占拠された。12時50分頃、テレビ局は放送を再開し、ジャーナリストのミルチャ・ディネスクと、俳優のイオン・カラミトル(Ion Caramitru)が姿を現わし、「兄弟たちよ、我々は勝利したのだ！」と叫び、チャウシェスクが逃亡した趣旨を興奮気味に宣言した。ブクレシュティで起こった大混乱は、やがてルーマニア全土へと波及していく。チャウシェスク夫妻の逃亡の知らせが広まると、ルーマニアの多くの都市で、チャウシェスク政権に対する抗議および革命運動に連帯する意味で、示威運動が自然に発生した。住民の集団が共産党の建物や民兵の支部を襲撃し、いずれの建物にも「桟敷」ができあがり、そこから演説が行われた。彼らは「チャウシェスクの独裁に対する勝利」および「自由と民主主義に基づくルーマニアの歴史における新しい時代の始まり」を宣言するに至った。
12月22日午後1時30分の時点で、ルーマニアは指導者と呼べる存在はいないも同然の状態であり、権力の空白が発生し、ルーマニア国家は一時的な制御不能状態にあった。チャウシェスク夫妻が逃亡したのち、ヴィクトル・スタンクレスクは電話記録で「国防大臣から受けた命令だけを実行せよ」と述べた。スタンクレスクはルーマニア社会主義共和国大統領に帰属する最高司令官の特権を引き継ぐ形となった。歴史家のイオアン・スクルトゥは、「『ヴィクトル・スタンクレスク将軍はクーデターを起こし、軍隊を利用してルーマニアの政治権力を掌握した』と考える歴史家もいる」と書いた。
午後12時21分頃、チャウシェスク夫妻はブクレシュティの北部にあるスナゴヴ(Snagov)の住居へ向かい、午後12時47分にトゥルゴヴィシュテ(Târgoviște)に向けて出発した。午後1時30分、ボテニ(Boteni)の付近で軍隊から着陸を要求され、チャウシェスク夫妻はヘリコプターから降りた。護衛はニコラエ・デカ(Nicolae Deca)が運転していた赤いダチア車（番号「4B-2646」）を止め、チャウシェスクは「クーデターが起こった。私はトゥルゴヴィシュテで抵抗勢力をまとめあげている」と述べた。デカは「車に技術的な問題がある」と伝えた。チャウシェスク夫妻とセクリターテの幹部の一人は別の車を呼び止め、ニコラエ・ペトリショル(Nicolae Petrişor)が運転していた黒いダチア車（番号「4DB-3005」）に乗り、移動し続けた（午後2時15分）。一行はトゥルゴヴィシュテにある特殊製鉄工場に到着し、午後3時30分には、トゥルゴヴィシュテから5km離れた植物保護本部の建物に到着した。彼らはここでイオン・エナーケ(Ion Enache)、コンスタンティン・パリスィエ(Constantin Paisie)、アンドレイ・オスマン(Andrei Osman)に保護された。一行は民兵本部に向かったが、そこは反チャウシェスクの者たちに既に占拠されていたため、電波を探知する車に乗ってラツォヤ (Rățoia)へ逃亡した。チャウシェスク夫妻は、辺りが暗くなるまで森の近くに隠れていたが、17時50分に郡の民兵本部へ戻った。ここでチャウシェスク夫妻は、イリエ・シュティルベスク(Ilie Ştirbescu)率いる反チャウシェスクの集団に捕らえられた。午後6時10分、イオン・マレーシュ(Ion Mareș)、イオン・ツェク(Ion Ţecu)による護衛のもと、チャウシェスク夫妻はトゥルゴヴィシュテの軍隊の駐屯地へと移送された。時刻は午後6時30分になろうとしていた。民兵はチャウシェスク夫妻を陸軍に引き渡す準備をしていた。イリエ・シュティルベスクはチャウシェスクに向かって、「Nu eşti comunist, eşti un trădător!」（「あなたは共産主義者ではない。祖国の裏切り者だ！」）と言い放った。チャウシェスクの略式裁判の参加者の一人、ジェル・ヴォイカン・ヴォイコレスクによれば、チャウシェスク夫妻は自分たちが「捕らえられた」とは認識しておらず、トゥルゴヴィシュテの軍隊に保護されていると信じていた、という。その後2日間、夫婦は基地内にある独房と装甲兵員輸送車の中で過ごした。この間に、夫婦は簡易な健康診断を受けた。
トゥルゴヴィシュテの駐屯地にいた大佐のアンドレイ・ケメニチ(Andrei Kemenici)は、『Jurnalul Naţional』（2009年3月23日付）からの取材で、駐屯地での様子について以下のように語った。
| 「 | 夫妻が部隊に連行されてきてから約1時間後、私は彼らのもとを訪れました。私が自己紹介すると、チャウシェスクは私の報告相手について尋ねてきました。私が「軍の司令官です」と答えると、 チャウシェスクは「あとは誰に？」と質問してきました。私が「国防大臣です」と答えると、チャウシェスクは「どの大臣？」と尋ねました。私は、「おや、同志チャウシェスク。ブクレシュティが今どれほど混沌とした状況下にあるのか、私には知る由もございません...」と答えました。私は彼に対し、国防大臣が職務を遂行できない場合、参謀総長のシュテファン・グーシャが代行する趣旨が文書に書かれている、と彼に告げました。チャウシェスクは、「私はティミショアラに彼を派遣したが、事態の収拾には至らなかった。彼はソ連の仲間だ」「文書には確かにそう書かれてあるが、私は彼とは全く会話していない」 「それで、誰と話したんだ？」と尋ねてきました。私が「陸軍の司令官への命令は、ニコラエ・ミリタル将軍(Nicolae Militaru)が下すものであることをお知らせ致します」と答えました。このとき、チャウシェスクはシュテファン・グーシャについて、「ソ連の工作員だ、КГБの諜報員だ、として軍隊から追い出した」と話していました。私は、「私はミリタル将軍から、お二人の問題は、いずれもすべて -その時私がどのように対処したか、正確には覚えておりませんが-、スタンクレスク将軍が解決するだろう、と言われました」と答えました。すると、チャウシェスクは私の手に手を置いて、 「この人物があなたの上官であることは知っているだろう？私を裏切ったミーラの後任として、今朝10時に任命したのだ。心配無用、彼の命令に従えばいい」と言ったのです。そして、私がスタンクレスクからの命令を遂行中である趣旨を告げると、彼はとても嬉しそうな様子を見せたのです。 | 」 |

### 救国戦線評議会
ルーマニア共産党中央委員会の建物内には元・閣僚評議会議長のイリエ・ヴェルデッツもおり、新たな政権の樹立を試みるも、建物の外にいた群衆から「共産主義はもう要らない！」と野次を飛ばされた。
　午後2時45分、イオン・イリエスクが演説を行い、「チャウシェスクのやったことは、共産主義を汚しただけに留まらないのだ」と語りかけた。午後3時ごろ、ブクレシュティ工科大学(Universitatea Tehnică din București)の講師でのちに首相となるペトレ・ロマン(Petre Roman)がルーマニア共産党中央委員会の建物の桟敷に登場し、「Frontului Unităţii Poporului」（「人民統一戦線」）の声明を読み上げた。
　
　午後4時、イオン・イリエスクとペトレ・ロマンが陸軍および治安維持の責任者と会談した。午後5時、イオン・イリエスクがルーマニア共産党中央委員会の建物の桟敷に登場し、その際に「同志諸君！」と呼びかけたことで群衆から非難され、表現の仕方を直した。午後10時30分、イオン・イリエスクは宣誓書を読み上げ、チャウシェスクの権力からの追放、民主主義、政治における多元主義、経済回復のための措置の導入を宣言し、救国戦線評議会(Consiliului Frontului Salvării Naţionale)の設立を発表した。イリエスクはまた、「混乱と内戦、無政府状態を避けるため、総選挙が行われるまでは、救国戦線評議会が国家権力を引き継ぐ」と発表した。
　救国戦線評議会の「設立」中に、宮殿広場で銃声が轟いた。この銃声について、イオン・イリエスクは「『"いたずら好きな"諜報員』『自爆犯』『テロリスト』による仕業である」と断言した。午後6時30分以降、正体不明の人物による銃声が轟き、攻撃を受けた。未確認且つ矛盾に満ちた情報が国営テレビから発せられ、チャウシェスク夫妻が脱出したあとのブクレシュティの状況はより混沌としたものとなった。イオン・イリエスクは、「テロリストに自由に行動させてはならない」と国民に呼びかけた。オトペニ国際空港に待機していた部隊の元に援軍が送られたが、部隊はこの援軍を「敵」だと思い込んで発砲し、50人が死亡した。12月23日午後9時、戦車と一部の民兵部隊が宮殿の防衛に出動した。軍の部隊は多くの民間人に武器を配った。「革命の大義に対する忠誠を示す」ために到着した国家保安局の職員やその他の治安部隊の幹部は、少なくとも公式には軍隊に属しており、作戦行動の調整には困難を要した。軍隊および混成部隊の一員（兵士、民間人、愛国衛兵の戦闘員）が、実弾が発砲された（あるいは発砲されるはずだった場所）に報復した結果、数十人が殺され、重傷者が出た。不審な動き（窓を開ける、カーテンを動かす）が確認されれば、「テロリストが群がっている」「敵はどこからでも攻撃してくる」との論調で実弾が無秩序に乱射された。
12月24日、アメリカ合衆国の国務長官、ジェイムス・ベイカー(James Baker)はソ連の外務省に対し、「チャウシェスク政権の危機に関係する形での流血の事態を防ぐために、ソ連やワルシャワ条約機構がルーマニアに介入した場合、アメリカは反対しない」と通告した。ソ連は、「ルーマニア人の運命はルーマニア人自身に委ねる」と決定したという。

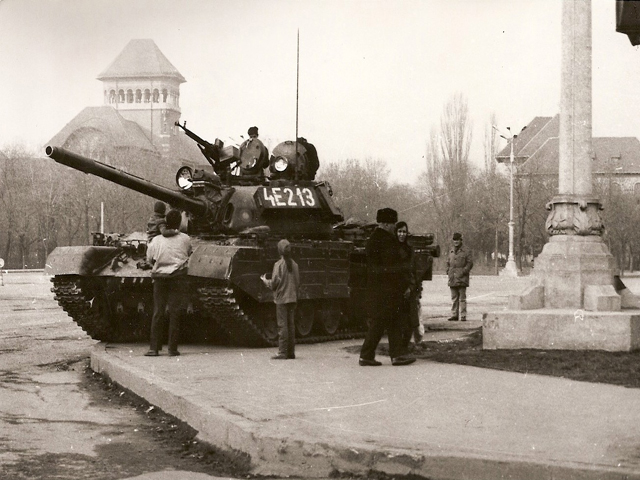
ブクレシュティ市内に出動した戦車
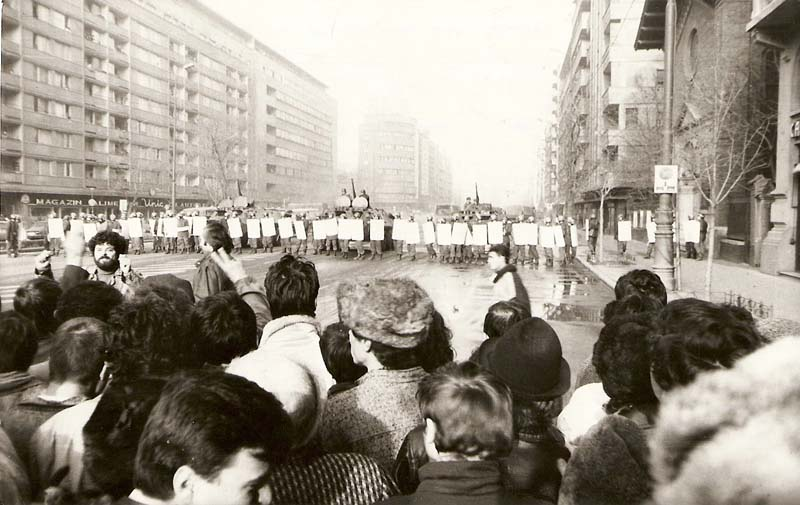
1989年12月22日、ブクレシュティのマゲル大通りにいる戦車と民兵
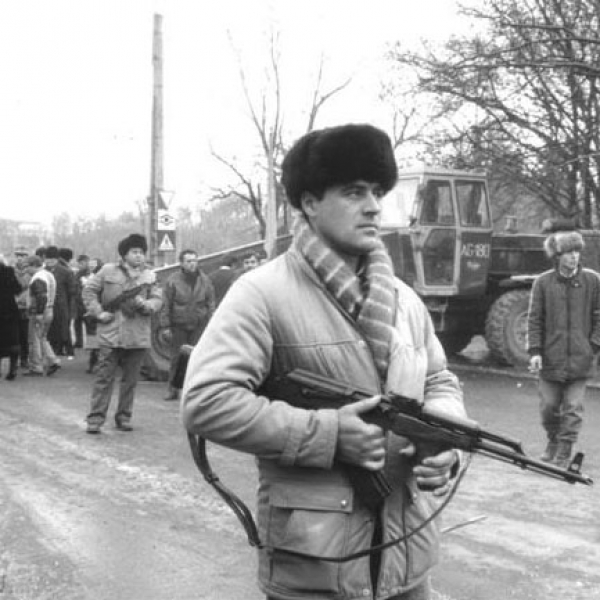
銃で武装した民間人
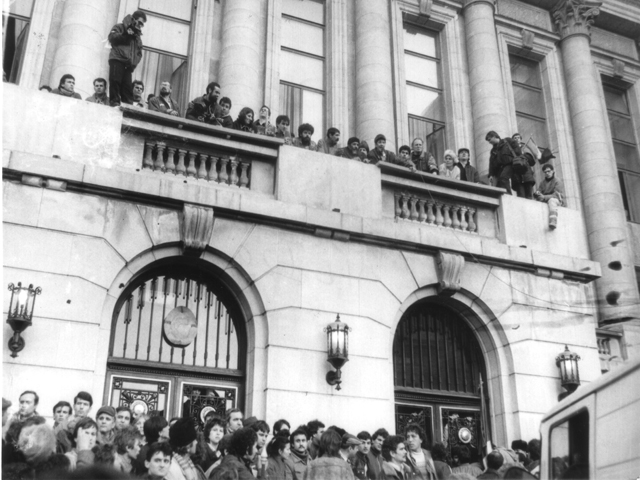
チャウシェスク夫妻が逃亡したあとに群衆が占拠したルーマニア共産党中央委員会の建物
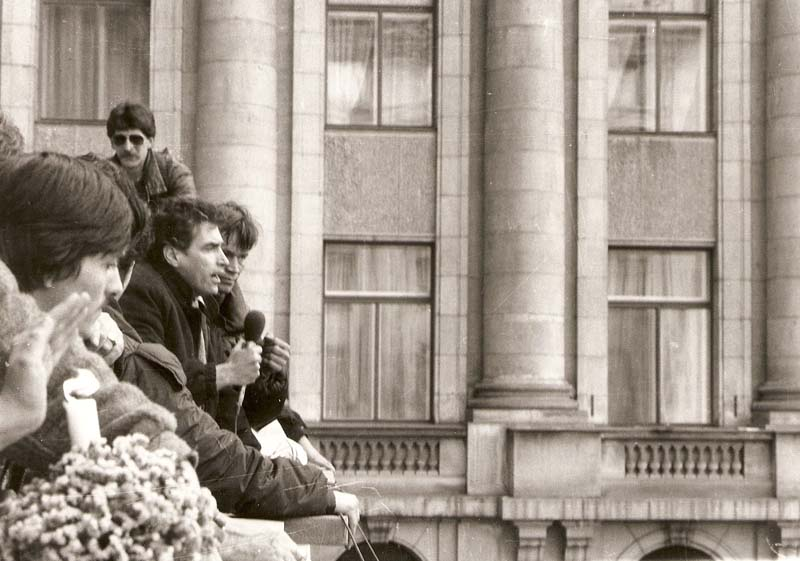
群衆に語り掛けるペトレ・ロマン
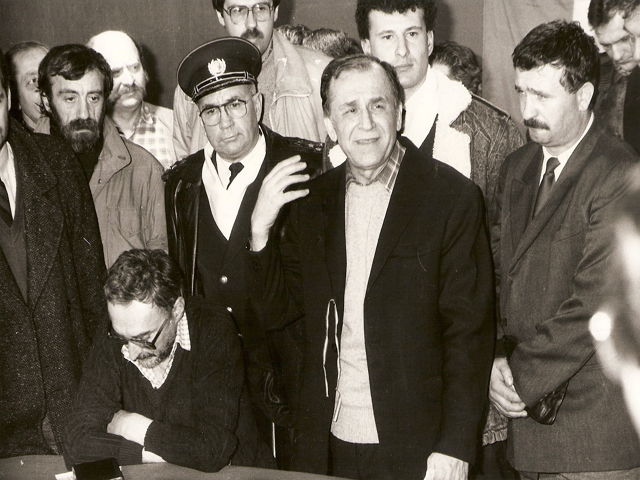
ルーマニア国営テレビに登場したイオン・イリエスク

## ニコラエ・チャウシェスクに対する裁判
イオン・イリエスクは、チャウシェスク夫妻を裁判にかける「特別軍事法廷」を設立する命令に署名した。
1989年12月25日、ヴィクトル・スタンクレスク、ヴィルジル・マグラーノ、ジェル・ヴォイカン・ヴォイコレスクの乗ったヘリコプターが、トゥルゴヴィシュテに到着した。
12月25日午後1時20分、トゥルゴヴィシュテの軍の駐屯地内の兵舎の中で、ニコラエとエレナに対する特別軍事法廷「Tribunal al Poporului」（「人民裁判」）と題された裁判が始まった。判事はジカ・ポパ(Gică Popa)とイオアン・ニストール(Ioan Nistor)、検察はダン・ヴォイナー 、弁護人はコンスタンティン・ルチェスク(Constantin Lucescu)とニコラエ・テオドレスク(Nicolae Teodorescu)、書記はジャン・タナーセ(Jan Tănase)、判事補佐官はコルネリウ・ソレスク(Corneliu Sorescu)、ダニエル・カンドラー(Daniel Candrea)、イオン・ザムフィール(Ion Zamfir)がそれぞれ務めた。彼らは5機のヘリコプターに乗ってトゥルゴヴィシュテを訪れ、そのうちの一機には、チャウシェスク夫妻の遺体を包む目的で、緑色の防水布が積まれていた。
裁判は、事前の犯罪捜査も実施されないまま、直ちに開始された。被告人は、法律で義務付けられている精神鑑定を受けておらず、自分で弁護士を選ぶことも許されなかった。
チャウシェスク夫妻は、国家に対する犯罪、自国民の大量虐殺、外国の銀行に秘密口座を開設したこと、ならびに「国民経済を弱体化させた」容疑で起訴され、夫婦の全財産没収ならびに死刑を宣告された。1989年12月25日付の官報には、救国戦線評議会による署名とともに、以下の公式声明が掲載された。「歴史と法律を前に、独裁者とその手先たちの犯した罪は、国を破滅へと導こうとする行為に対するしかるべき制裁を厳正に決定する法廷の場で立証されるであろう」
この公式声明が発表された時点で、チャウシェスクはすでに処刑されていた。
チャウシェスクの弁護人役を務めたニコラエ・テオドレスクは、刑法第162条、第163条、第165条、第357条に規定されている行為に基づき、以下の罪状で起訴された趣旨を告げた。
- 6万人を殺害した
- 国家と国民に対して武装行動を組織し、国家権力を転覆させようとした
- 建物の破壊・損壊、都市における爆発で公共財産を破壊した
- 国民経済を弱体化させた
- 外国の銀行に10億ドルを不正に蓄財し、それを利用して国外逃亡を図ろうとした

しかしながら、これらの告訴内容が立証されたことは無い。
チャウシェスクは、ルーマニア大国民議会の承認が無い限り、この裁判は無効であり、自分たちを裁いている軍人たちの言い分には何の根拠も無い、という立場を貫き、以下のように反論した。「私は起訴などされていない。私はルーマニアの大統領であり、最高司令官であり、大国民議会と労働者階級の代表者の前でのみ答えよう。それだけだ。このクーデターを起こした者たちの行為は、国民に対する裏切りであり、ルーマニアの独立を崩壊に追い込んだのだ。最初から最後に至るまで、全てが欺瞞なのだ！」
弁護人役の軍人たちは動揺を見せ、弁護戦略も確立できていなかった。彼らによれば、自分たちがこれから何をするのかについて、ヘリコプターの中で初めて聞かされたのだという。さらには、まだ告訴状が読まれていないにもかかわらず、チャウシェスク夫妻に「罪」を認めさせようとした。チャウシェスク夫妻の裁判は、ヨシフ・スターリン(Иосиф Сталин)の時代に行われた見せしめ裁判のように展開された。検察役のダン・ヴォイナーは、チャウシェスクに対し、「『精神疾患を抱えている』と認めるなら、被告人に責任を負わせるつもりは無い」とする妥協案を提示した。しかし、チャウシェスク夫妻はそれを強く拒否した。夫婦の全財産没収と死刑が宣告されたのち、チャウシェスクが「いかなる判決であれ、私は認めるつもりは無い！」と叫ぶと、弁護人のニコラエ・テオドレスクは、「この判決を認めないということは、被告人は控訴する権利を行使しない、という意味です。今この場において、この判決は最終決定である点に気を付けて下さい」と発言した。
チャウシェスクは、この裁判は1965年のルーマニア憲法にも違反しているし、自分を権力の座から追放する権限があるのは大国民議会だけである趣旨を明言した。そして、これはソ連が計画したクーデターである、と主張した。チャウシェスクは、当初から法的な観点に基づいて論議していた。裁判開始から絶命の瞬間まで、チャウシェスクは明晰さを保っていた。
イオン・イリエスクは、当初はすぐに処刑を行うことを望んではおらず、数週間後に正式な裁判を実施しようと考えたが、ヴィクトル・スタンクレスクは、すぐにチャウシェスク夫妻を処刑しないのなら、救国戦線評議会には協力しない趣旨を告げた。数時間議論したのち、イリエスクはスタンクレスクの主張に同意し、法廷を組織するための法令に署名したのだという。ヴィクトル・スタンクレスクは、朝早くから射撃班として落下傘部隊を連れてきた。裁判が始まる前から、スタンクレスクはチャウシェスク夫妻を処刑する場所を決めていた。
この裁判は、テレビ映像を通じて世界中に放映された。テレビに映し出された映像では、エレナは少数の質問に答えたのみで、喚いたり叫んだりする様子が目立ち、ニコラエがエレナに対して落ち着くよう宥める様子も見られた。
裁判は1時間20分で終了し、前述の罪状については一つたりとも立証されることは無かった。

## 銃殺刑
午後2時40分、裁判は終わり、午後2時45分にニコラエとエレナに対して死刑が宣告された。その後まもなく、夫婦は両手を紐で後ろ手に縛られた状態で建物から連行されていった。連行されていく途中、ニコラエは「自由なる独立国・ルーマニア社会主義共和国万歳！」と叫んだ。銃殺される直前、ニコラエは共産革命の歌「インターナショナル」を口ずさみ、「裏切り者を殺せ！」と叫んだ。エレナは「夫と一緒に死なせて欲しい」「私と夫は一緒に戦った。一緒に死ぬわ」「殺すのなら、拘束を解いた状態で殺してちょうだい」「私たちはいつでも一緒よ。法律がそう言っているわ」と要求し、自分の両手を紐で縛ろうとする軍人たちに対して「これは何なの？ これで何をするつもりなの？ 触るな！ 縛るな！ 私たちを怒らせるつもり！？ 私はお前たちの母親であり続けてきたのよ！ 私の手が折れる！ 手を放せ、その手を放すのよ！ 恥を知りなさい！」と叫んで抵抗しようとした。銃殺隊を前にしたエレナは以下のように絶叫した。「よく考えなさい。私はこの20年間、お前たちの母親であり続けてきたのよ！」
1989年12月25日午後2時50分、ニコラエ・チャウシェスクとエレナ・チャウシェスクの二人は銃殺刑に処せられた。夫婦の処刑は判決が出てから10分以内に執行された。夫婦が銃殺される前後の映像もテレビ中継を通じて世界中に放映された。
夫婦の遺骸はゲンチャ墓地に埋葬された。
救国戦線評議会の委員の一人、スィルヴィオ・ブルカンは、チャウシェスク夫妻の遺体からは計120発の銃弾が検出された、と発表した。
ルーマニア国内のテレビでチャウシェスク夫妻が銃殺された映像が公開され、その際にアナウンサーは「反キリスト者が、クリスマスの日に殺されました」と伝えた。
銃殺隊員の一人であったイオネル・ボエロ(Ionel Boeru)は、「二人には何の同情も湧かなかった。視線を交わすことも無かった。動物を殺すようなものだ」と語っている。
ペトレ・ロマンは、フランスのテレビ番組にて「チャウシェスクを救出しようとする勢力の存在を恐れたため、チャウシェスクは速やかに処刑された」と語った。
夫婦の遺体は帆布で覆われた。夫婦の処刑が終わり、装甲車で遺体を運ぼうとしている最中に突然銃撃を受け、3人の兵士が死亡した。これについて、スタンクレスクは「チャウシェスクを支持する陸軍大将がいたことを示す証拠だ」と述べた。

## 救国戦線評議会による権力掌握

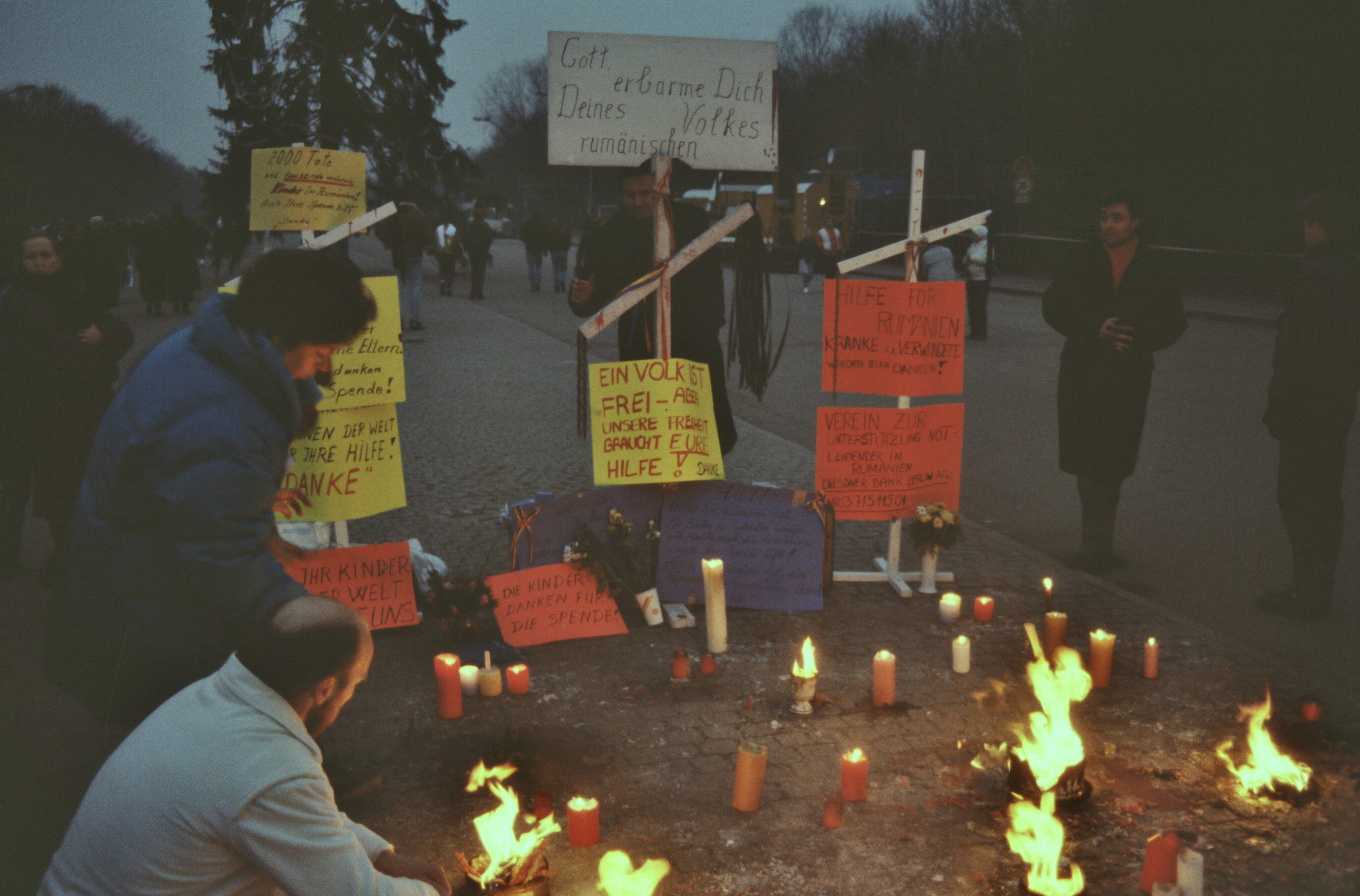
1989年12月28日、ベルリンにて

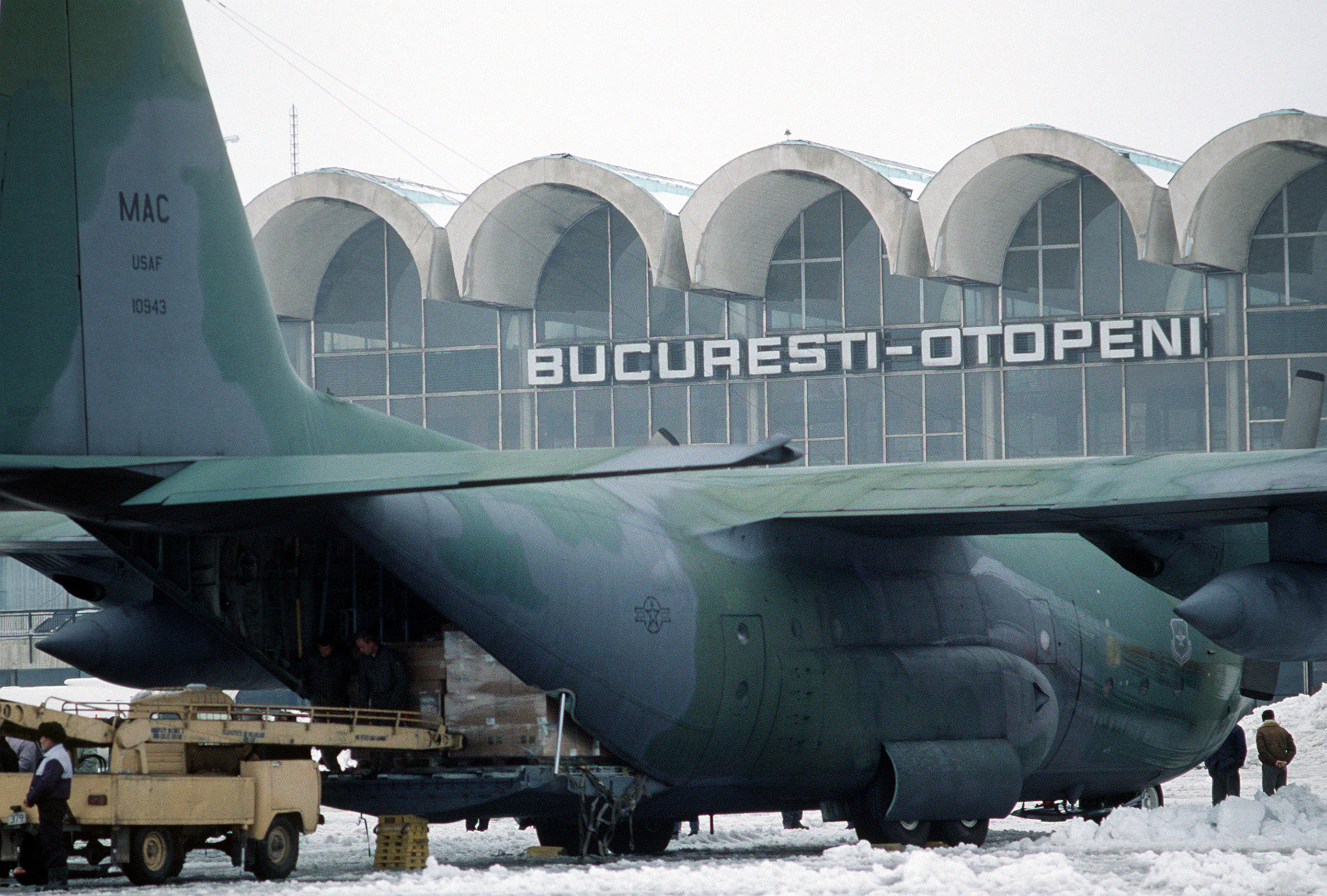
1989年12月31日、オトペニ空港にて、医療物資を積んだアメリカ空軍の航空機「C-130」

救国戦線評議会の議長に就任したイオン・イリエスクは、元々はルーマニア共産党(Partidul Comunist Român)の幹部であり、1980年代初頭の頃までは、ニコラエ・チャウシェスクの仲間であった。チャウシェスクが殺されたのち、国家権力を掌握した救国戦線評議会は、「国家の運営において暫定的な役割のみを担い」、「自由選挙が実施できるようになり次第、撤退し」、「自らは選挙に立候補しない」と約束した。救国戦線評議会は、報道機関や国家機関に対し、即座に統制を敷いた。さらに、国民自由党(Partidul Național Liberal)やキリスト教民主国民農民党に対し、宣伝による攻撃を開始した。1990年5月20日に選挙が実施された際、救国戦線評議会の委員の一人、スィルヴィオ・ブルカンは、1989年の出来事について「反共主義ではなく、チャウシェスクに反対する動きだ」と発言した。1990年、イオン・イリエスクは選挙で選ばれる形でルーマニアの大統領に就任した。

### 諜報機関の再編
1990年3月19日から3月21日にかけて、トゥルグ・ムレシュ(Târgu Mureș)にて、ルーマニア人とハンガリー人による民族紛争が勃発し、死傷者が出た。この事件は、ヴィルジル・マグラーノによる指揮のもと、ルーマニア諜報局(Serviciul Român de Informații)の設立につながり、セクリターテの職員の多くもこの機関に所属となった。

### 抑圧行為
1990年6月13日、救国戦線評議会に反対する集会がブクレシュティにて開催された。イオン・イリエスクは、鉱山労働者や警察に対して呼びかけを行い、救国戦線評議会の存在に反対する学生や知識人たちを弾圧し、暴力的に抑え込んだ。

## 犠牲者

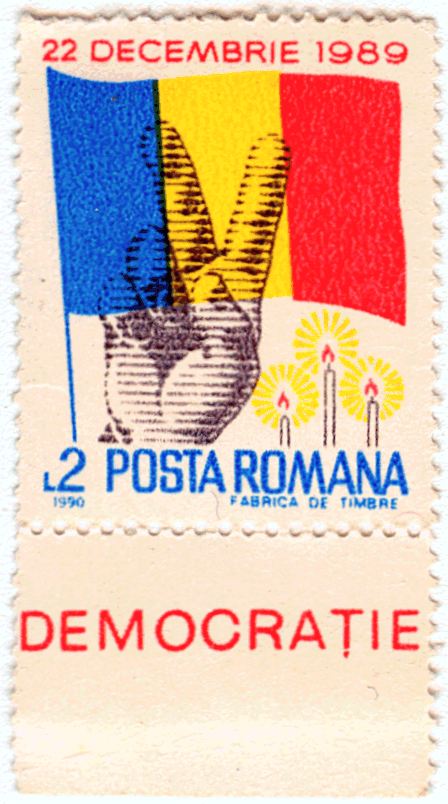
1990年に発行された切手

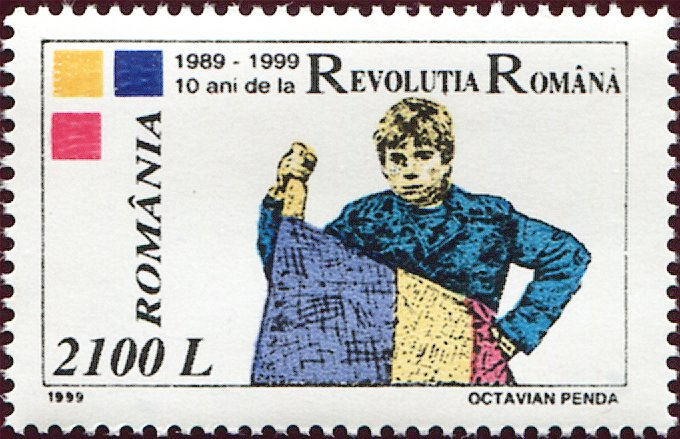
1999年に発行された切手

ルーマニア政府直属の機関である国家革命問題官房が2005年に公表した記録によれば、革命中の銃撃による死者の総数は1142人、負傷者は3138人、殉教者748人以上（子供や女性を含む）であった。軍事検察が作成した起訴状によれば、軍人の死者は260名、負傷者は545名が記録された。国家保安局の職員は65名が死亡し、73名が負傷したという。『Pro TV』は、1989年12月22日以降に殺されたのは「860人」と報道している。
1989年12月16日から12月22日にかけて、1104人が死亡し、3352人が負傷したという。12月22日以降に登録された犠牲者の内訳は、805人が兵士（260人が死亡、545人が負傷）、138人が警察官（65人が死亡、73人が負傷）であった。法廷に送られた約100件の起訴状に加えて、検察官は別の5395件の事件を捜査し、そのうち4881件は不起訴処分とした。1990年3月、身体的危害を加える暴力行為については恩赦となった。不起訴処分となった理由の1つとして、この革命で発砲した兵士たちの多くが、「自分たちは敵と戦っている」、もしくは「自衛のために戦っている」と信じていた点にあった。また、抗議者の群衆に発砲するよう命じたのはチャウシェスクではなく、ヴィクトル・スタンクレスクであったことが判明したという。2010年に出版された『Martirii Revoluției în date statistice』（『統計資料で見る革命の殉教者たち』）では、1989年12月17日から12月22日にかけての死亡者数は「306人」と書いている。1989年12月に112人が死亡したが、その死亡日については不明で、1989年12月に受けた傷が原因で12月31日以降に病院で死亡した者もおり、その数は44人である、という。ブラショヴでは39人、フネドアラでは6人が殺された。
1989年12月の出来事に関与した軍事機関は、死亡・負傷した軍幹部に関する情報を長きに亘って機密扱いにしてきた。1989年12月22日以降、1000人以上の民間人と、兵士、民兵、諜報員、約1500人が、「革命に反対する行動を取っていた」として拘束された。セクリターテ第五治安総局（UM 0666, 党と国家の指導者、および国家において重要と考えられる警備・防衛を任務とする国家保安部隊）では341人の職員が拘束された。のちに、テロ行為の疑いがある者も含めて全員釈放された。隠蔽工作か、あるいは単に不注意ゆえに、犠牲者の多くは登録されなかった。射殺されたすべての者たちが英雄墓地に埋葬されたわけではなく、目撃者、負傷者、抑留者の中には、さまざまな理由で発言を避ける者もいた。軍事検察官は、1989年12月の出来事の死者や負傷者の数は、公式に知られている数字よりもかなり多い可能性を示唆している。1989年12月の衝突では、抗議者と法執行機関の双方に死傷者が出ており、それらの死傷者の多くはブクレシュティでの記録であった。フランスのジャーナリスト、ジョン・ルイ・カルデロンは、1989年12月23日、ブクレシュティで取材中に戦車に轢かれて死亡した。
1989年12月22日から12月30日にかけて発射された銃弾の数は、約1260万発であった。
2004年に設立されたルーマニア革命研究所による調査では、1989年12月の出来事で犠牲となった者たちの総数は「1290人」と算出された。
ブクレシュティ大学中央図書館は、胡乱な状況下で放火され、50万冊を超える書籍と3700冊の写本が焼失した。

## 革命のさなかに行われた犯罪

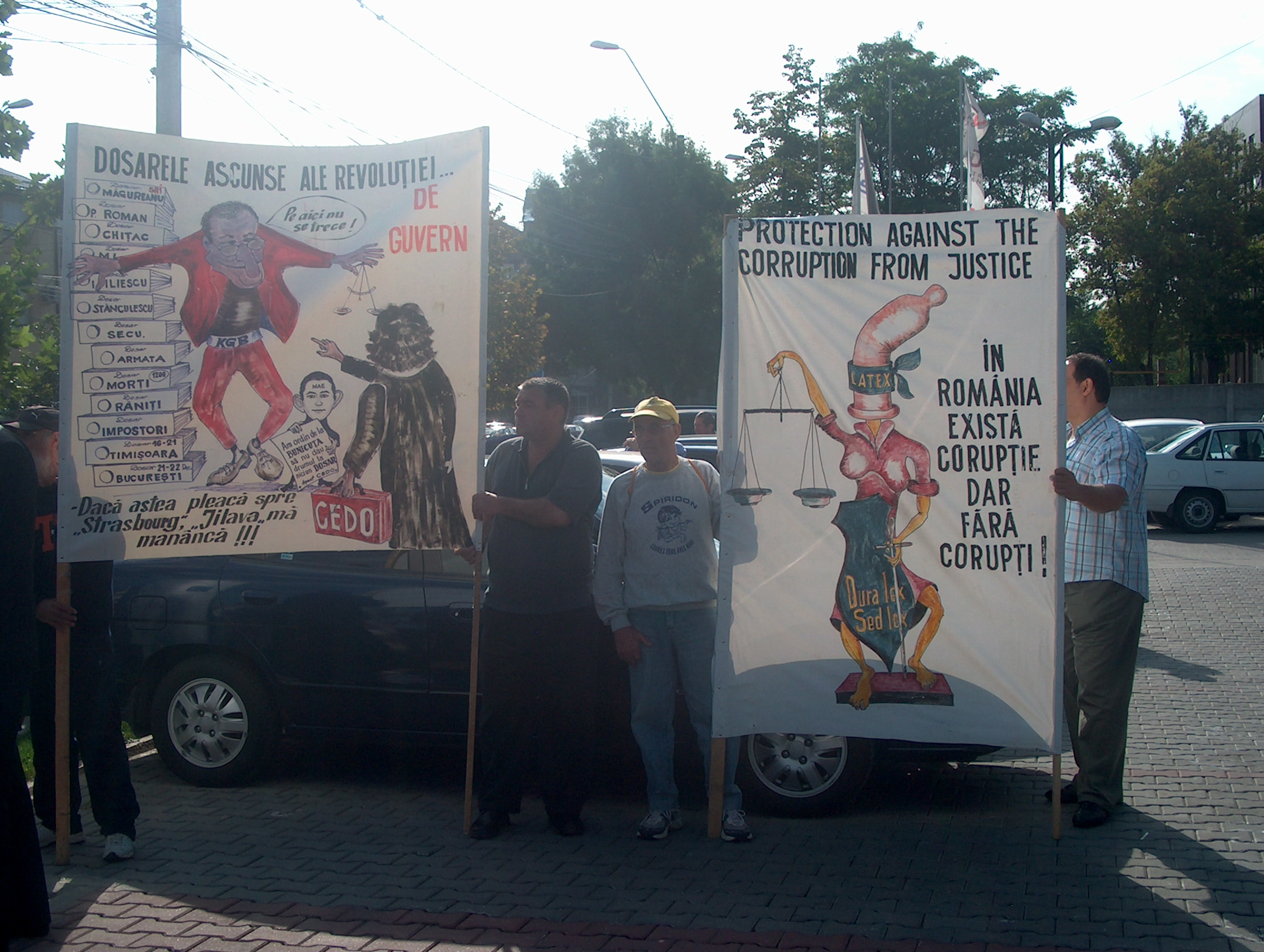
ブクレシュティで実施された、革命記録の機密の解除を要求する示威運動

1989年12月の一連の出来事に関する事実については、当時発行された文書が存在するが、それらの文書が公開されるのを防ぐため、政治指導者たちは国家機密を発動し、文書は巧妙に隠蔽された。機密文書が解除された場合、検察は個人の責任を立証できる可能性がある。
1990年3月にトゥルグ・ムレシュで起こった民族間紛争は、革命の話題から国民の関心を逸らすことになった。この紛争をきっかけに、「ハンガリーの脅威から祖国を守ろう」と主張した政治家の多くが、1989年12月に「有罪」と認定された者たちの恩赦を支持していたことが明らかになった。政治家にとって、1989年12月の犯罪者の訴追については優先事項ではない。重要な地位にあった人物を処罰することで「見せしめ」になったとしても、政治家には関係無いため、「国民の融和」を執拗に叫ぼうとする。
チャウシェスクの略式裁判で検察役を務めたダン・ヴォイナーは、2006年4月に軍事検察官に任命された。2008年、検事総長のラウラ・コドゥルータ・コヴェスィ(Laura Codruta Kovesi)は、ダン・ヴォイナーの罷免を要求した。1989年12月の出来事や、1990年6月の鎮圧事件の捜査は行われておらず、先延ばしにされていた。
革命のさなかに「テロリスト」の容疑で1420人が拘束されたが、いずれも不起訴処分となった。ダン・ヴォイナーによれば、最初に「テロリスト」と呼んだのはニコラエ・チャウシェスクで、ティミショアラの抗議者たちについてそのように呼んだ。最初は「ごろつき」「領土回復主義者」と呼んでいたが、その後、チャウシェスクは抗議者たちを「テロリスト」と表現した。
ルーマニアの大統領になったのち、イオン・イリエスクは、抗議者たちを弾圧し、殺害した者たちの恩赦を命じた。
2017年6月、司法高等裁判所の検察は、イオン・イリエスク、ペトレ・ロマン、ジェル・ヴォイカン・ヴォイコレスク、ヴィルジル・マグラーノ、ミロン・コーズマを、「人道に対する罪」で起訴した。これは、1990年6月、イオン・イリエスク率いる救国戦線評議会に反対する集会を暴力的に鎮圧した事件であった。イオン・イリエスクは、2007年6月19日の決議に基づき、1990年6月13日に抗議者に対する武力による鎮圧介入を決めた罪で起訴されている。
ヴァスィーレ・ミーラ、ヴィクトル・アタナスィエ・スタンクレスク、エミール・ドミートレスク、ニコラエ・エフティメスク、スィルヴィオ・ブルカン、イオン・ホルトパンは2019年4月の時点で死亡しており、起訴はされなかった。

### 革命研究所
2004年、ブクレシュティにて、1989年12月の出来事について研究する目的で、ルーマニア革命研究所が設立された。1989年12月20日、ティミショアラにて「ルーマニア民主戦線」を結成したロリン・フォルトゥーナも研究員の一人である。フォルトゥーナは、「『あれは革命なのか、それともクーデターなのか』という議論は、法的な意味合いを含む場合がある。1989年12月に革命が起こったという話は憲法にも明記されているし、それを否定する者は誰であれ、罪に問われる可能性がある」と述べた。

### 欧州人権裁判所による賠償命令
ルーマニア政府当局は、1989年12月の出来事の詳細を明らかにする可能性のある文書を機密扱いにしていた。2016年の春、欧州人権裁判所は、「ルーマニアは革命の記録の公表を先延ばしにした」として、「ルーマニア国家は革命の犠牲者の遺族45人に対し、一人につき1万5000ユーロの賠償金を支払わねばならない」との判決を下した。賠償総額は67万5000ユーロとなる。欧州人権裁判所は、「この事件では有益な捜査が行われていない」趣旨を強調した。

## チャウシェスクの処刑に対する反応

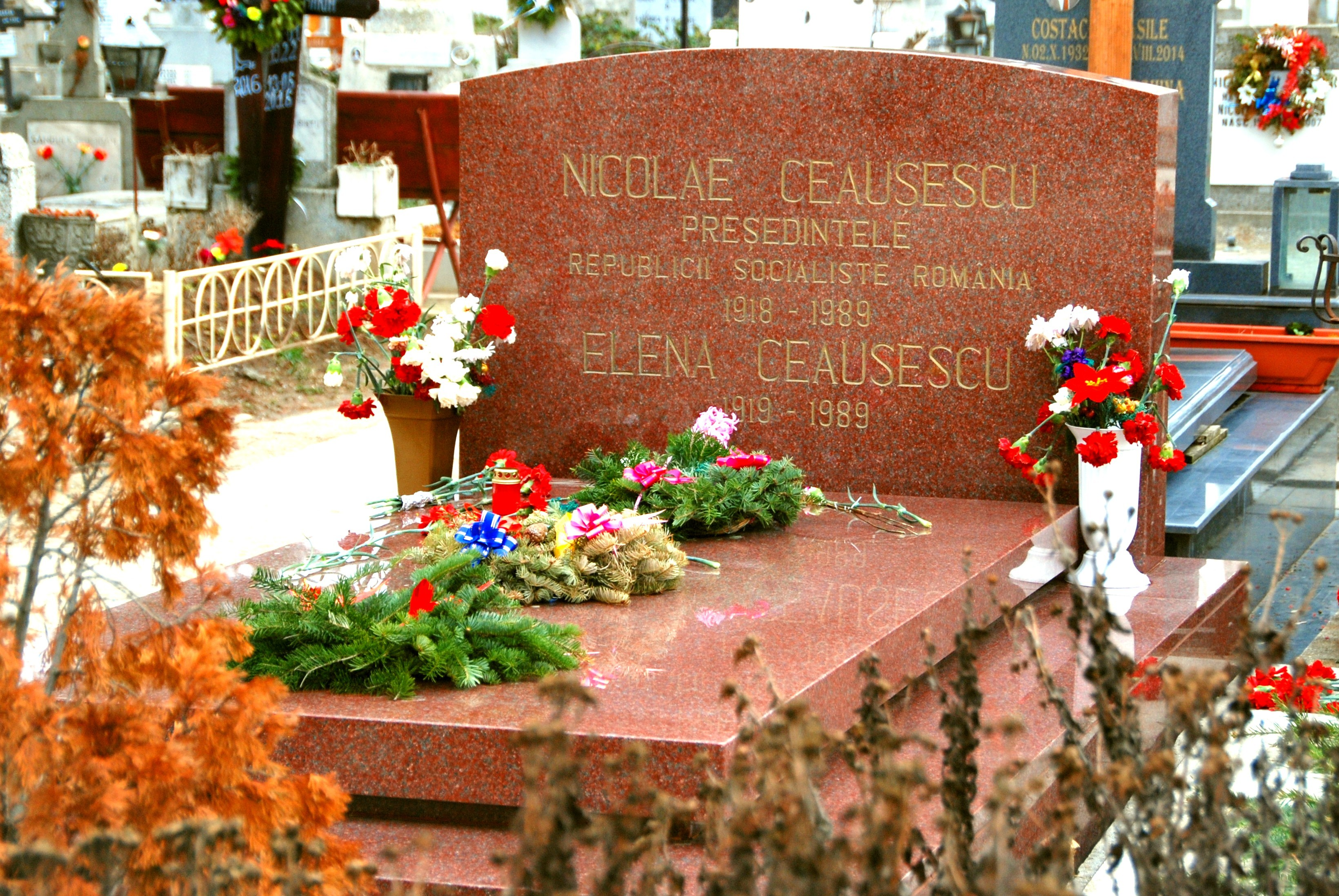
チャウシェスク夫妻が埋葬されているゲンチャ墓地。エレナの生年が「1919」と刻印されているが、正確な生年は「1916」である。

『The Independent』紙は、チャウシェスクの裁判と処刑について、「無礼も甚だしい簡素な裁判であり、酷い表現を使うなら、『Kangaroo Court』（ 吊し上げ、いかさま裁判）と呼ぶのが最も適切だろう」と非難している。
臨時法廷を設立し、迅速に進行させ、チャウシェスク夫妻を処刑するという流れについて、イオン・イリエスクは2009年に「恥ずべきことではあるが、必要なことだった」と発言した。その一方で、「私はチャウシェスクの処刑を悔やんではいない。彼は悪事の主犯格であり、然るべき報いを受けただけだ」とも発言している。
チャウシェスクの処刑について、ヴィクトル・スタンクレスクは「そうする必要があった。もしもチャウシェスクをブクレシュティの路上に放り出したら、人々から制裁を受けて殺されただろう」と語った。スタンクレスクは、イオン・イリエスクから使命を帯びてトゥルゴヴィシュテに赴き、チャウシェスク夫妻の処刑を進んで引き受けた趣旨を語っていた。
ソ連共産党中央委員会政治局委員の一人であったミハイル・サロメンツェフ(Михаи́л Соло́менцев)はチャウシェスクの処刑について、「私はチャウシェスクに対して拒否反応を覚えたことは無い。彼の処刑については、まったくもって不愉快であり、残酷だ。裁判も捜査も、起訴状も無いではないか。彼らのやったことは、ただ評決を読み上げ、二人を外へ連れていき、撃ち殺した。どこからどう見たって法律違反じゃないのか？」と不快感を露わにしている。
チャウシェスクの裁判と処刑について、アメリカは強く批判し、「裁判が公開されなかったのは残念だ」との声明を出した。イギリス外務省の報道官は、「ルーマニアは内戦状態にあり、通常は認められて然るべきである合法性の基準については、ほとんど通用しなかった。秘密裏に行われた裁判について残念に思う人もいるかもしれないが、当時の状況はそれほど驚くべきものではなかった」と述べた。
この裁判は、犯罪捜査が実施されなかった点、起訴状が無い点、起訴状を被告人に通知しなかった点、精神医学に基づく専門的な検査を実施しなかった点、裁判の期限を設定しなかった点、弁護人を選定しなかった点、上訴の提出期限を守らずに裁定しなかった点が法律違反である。軍事検察官であったミハイ・ポポヴ(Mihai Popov)によれば、ルーマニアの法律では判決から10日が経過して初めて判決が確定するが、その規定にも違反しており、その10日間のうちに、被告が「上訴しない」と最初に宣言していたとしても、考えを変える権利が被告人にはある。当時の手続きでは、控訴期間が終了した時点で、有罪判決を受けた者は恩赦を申請するか、もしくは恩赦を申請しない旨を書面で表明する必要があった。その恩赦の申請が却下されて初めて、刑の執行が可能になったのだという。
ミハイ・ポポヴは、「チャウシェスク夫妻に対する『告訴』の内容は、どこまでも常軌を逸したものだった。チャウシェスク夫妻は、死刑になる可能性のある殺人罪で裁かれるべきであった。12月22日以前のティミショアラでの出来事を考慮するなら、この判決は妥当だと言えるかもしれない。しかし、殺人の扇動に対する有罪判決は、大量殺戮に対する有罪判決とは異なり、全財産の没収を伴うものではないし、それを実施する権利も無いのだ」と述べた。また、ポポヴは「チャウシェスク夫妻に対する裁判は、ルーマニアの恥を世界中に晒した」とも明言している。
歴史家のゾエ・ペトレは、「俗に言うトゥルゴヴィシュテ裁判は、法律違反も甚だしく、噴飯物の告訴に基づいており、ルーマニアの最近の歴史において恥ずべき節目であり続けている、あの裁判には何ら法的価値は無く、強盗を劇的に演出し、いかにも法に則って進めたかのように見せかけただけの失敗作である。ルーマニアの新たな指導者となる人物について、チャウシェスクは確かに多くのことを知っていた。だからこそ、チャウシェスクは死なねばならなかったのだ」と述べた。
ルーマニア国立銀行の元総裁で、財務省で30年以上勤務し、チャウシェスクと一緒に働いた経験があり、チャウシェスクの良い面も悪い面も知っているデチェバル・ウルダ(Decebal Urdea)は、「経済学者としての観点から言うと、チャウシェスクが国民経済を弱体化させた、というのは無理がある。弱体化というのは、自分の個人的な目的のために何らかの害をなし、何らかの利益を得るという意図的な行為のことだ」としたうえで、「『チャウシェスクが国民経済を弱体化させた』というのはバカげた主張だ」と断言している。
チャウシェスクが「クーデター」と呼んで非難した当局者たちは、「テロリスト」の出現を防ぐためにチャウシェスクを処刑する必要があった、と主張したが、テロリストの存在が証明されたことは無い。また、ダン・ヴォイナーは「テロリストなど存在しなかった」と断言している。
ヴィクトル・スタンクレスクは「射撃の準備ができている者は挙手するように」と発言し、目の前にいた8人の兵士全員が手を上げた。スタンクレスクは、そこから無作為に3人を指名し、イオネル・ボエロ、ジョルギン・オクタヴィアン(Georghin Octavian)、ドリン＝マリアン・サルラン(Dorin-Marian Cirlan)が選ばれた。2009年、サルランは、チャウシェスク夫妻の処刑について「あれは裁判ではなく、革命のさなかに行われた政治的暗殺である」と語った。チャウシェスクの家族の弁護士、コンスタンティン・ルチェスク(Constantin Lucescu)は、チャウシェスクの裁判と処刑について、「政治的処刑だ」と批判している。
2010年にルーマニアを訪問したミハイル・ゴルバチョフは、「ルーマニアの状況がどれほど困難なものであったとしても、チャウシェスクを殺すべきではなかった。彼の死は残酷だ」と述べた。
ルーマニアのジャーナリスト、イオン・クリストユは、「チャウシェスク夫妻は、ヴィクトル・スタンクレスク率いる空挺部隊の手で捕らえられたのだ」と主張している。クリストユは、「リビアの指導者を暗殺した犯人たちは、正気を失っていた。ニコラエ・チャウシェスクを殺した者たちは、自分たちのやっていることを充分に理解したうえで行動していた。ムアンマル・アル＝カッザーフィーの暗殺とは違い、ニコラエ・チャウシェスクの殺害は残忍な極悪行為なのだ」と書いた。

## チャウシェスクによる疑念

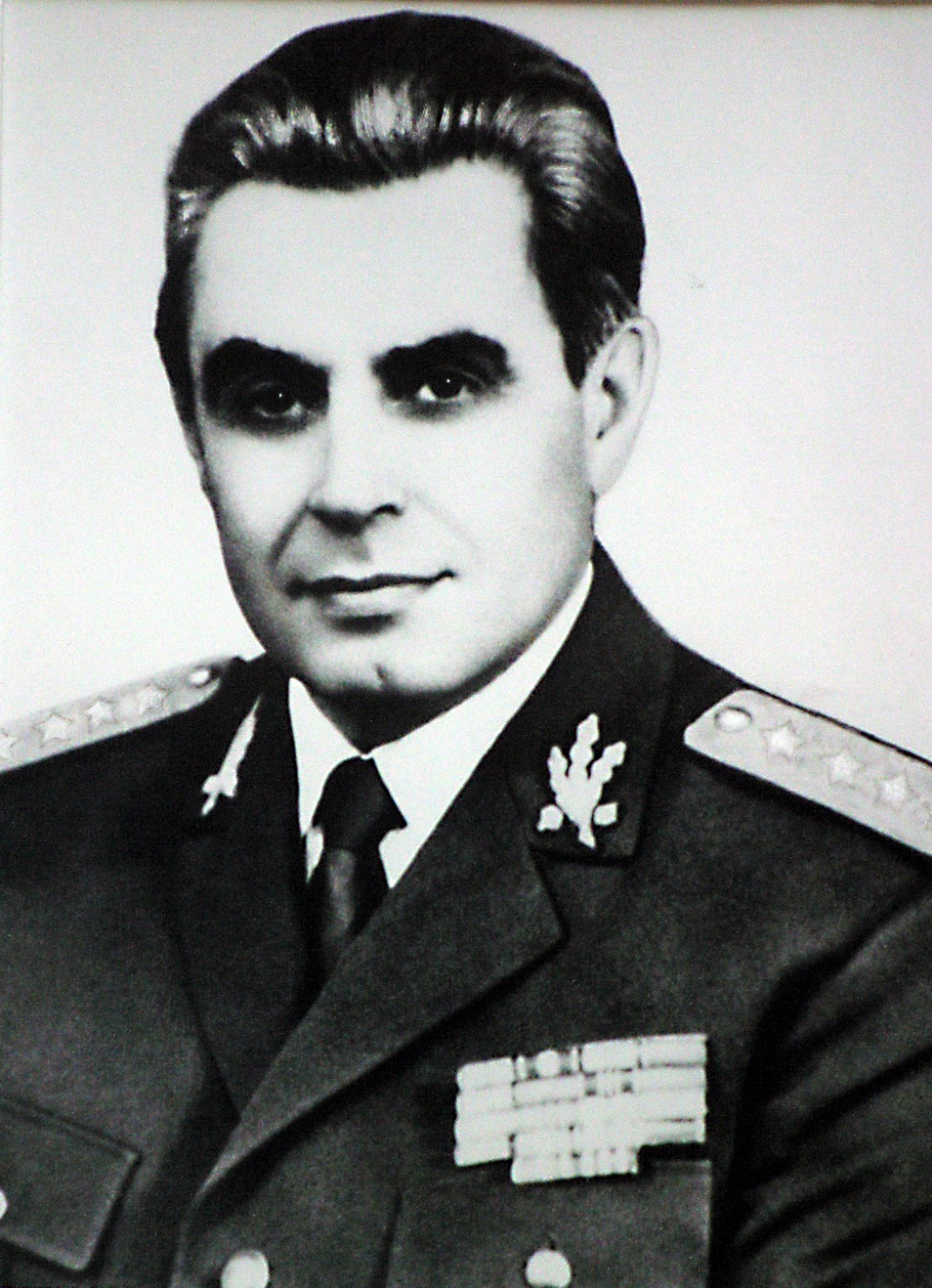
ニコラエ・ミリタル

チャウシェスクは、「この裁判には法的根拠が無く、このクーデターの背後にはソ連がいる」と主張した。歴史学者のヴラディミール・ティスマナーノが論じたように、ニコラエ・チャウシェスクは、自らを国家の独立を保証する存在と考えており、自分自身に対するあらゆる形態の反対や異論は「犯罪」として扱われた。 チャウシェスクの無謬性に疑問の眼を向ける行為は、事実上、「ルーマニアの国防と主権を弱体化させんとする試みである」と見做された。チャウシェスクは、自分がルーマニアにおける共産主義の擁護者であると同時に、ルーマニアの国民国家を守ろうとしていた。党と国家の内部におけるチャウシェスクに対する批判者が、ルーマニアの指導者の交代に関心を抱く外部の勢力と共謀したり、外部の勢力による影響を受けるような事態を防ぐ必要があった。1978年にアメリカ合衆国に政治亡命したセクリターテの上級諜報員、イオン・ミハイ・パチェパ(Ion Mihai Pacepa)は、1987年に出版した著書『Red Horizons: Chronicles of a Communist Spy Chief』（『赤い地平線：共産諜報長官による記録』）の中で、ルーマニアの国防大臣、ニコラエ・ミリタルが「ソ連のスパイ」として逮捕された話について言及している。また、ミリタルは、ソ連に忠実な兵士を軍隊内で昇進させた。重要なのは、チャウシェスクが「ソ連は自分を陥れようとしている」と信じており、「ソ連の脅威に対抗するために行動を起こした」という点にある。パチェパによれば、1971年の中国と北朝鮮への訪問から帰国した直後、ソ連が支援するクーデターを恐れたチャウシェスクは、対外諜報局(Direcția de Informații Externe)による庇護のもと、特殊防諜部隊『U.M. 0920』の創設を認可した。チャウシェスクは、ルーマニア陸軍の上級司令官の多くが「モスクワで学んだ経験がある」という理由から、彼らの忠誠心に対して疑いの目を向けるようになった。ルーマニア軍の将校は、ロシア人との結婚を禁じられた。将軍のシュテファン・コスティアルによれば、チャウシェスクが1970年にルーマニア国民でない将校の解任を命じ、ソ連がチェコスロヴァキアに軍事侵攻した事件を「ソ連で訓練された兵士を軍隊から排除する口実として」利用しようとした、という。また、コスティアルはロシア人女性と結婚していたことを理由に、強制的に退役させられた趣旨を主張した。1970年6月4日に発表された政令第278号に基づき、軍隊を退役したシュテファン・コスティアルは少将の階級を剥奪され、予備役の地位に降格させられた。
コスティアルによれば、チャウシェスクを追放する計画は、1984年に失敗に終わったクーデター未遂事件を参考にしたという。「ソ連のスパイ」として逮捕されたニコラエ・ミリタルによれば、チャウシェスクがルーマニア共産党書記長に任命されてまもなく、チャウシェスクに反対する運動が始まった、という。ミリタルはこれについて明言したことは無いが、チャウシェスクに対する反乱の動きは、独自路線を行こうとするチャウシェスクの政策に反対する親ソ連派の当局者から生じたことを示唆している。救国戦線評議会が結成された正確な日付については、複数の情報源があり、論争の的となっている。フランスの『ル・ポワン』(Le Point)は、ニコラエ・ミリタル率いる反乱集団が1980年に最初の「救国戦線評議会」を設立した、と報道した。しかし、ミリタル自身は、1989年の革命のさなかにテレビ放送でなされた声明の中で、「救国戦線評議会の活動期間は、現時点で半年間だ」と主張した。
1971年9月、ルーマニア国防省の高官で、ブクレシュティの軍の駐屯地の責任者であったイオアン・シェルブ中将(Ioan Șerb)が、ブクレシュティの防衛に関する機密文書をブクレシュティに駐在していたソ連大使館の武官に渡した容疑で逮捕・起訴され、チャウシェスクの懸念は裏付けられたかに見えた。パチェパによれば、シェルブは、彼に対する「おとり捜査」の一環として、セクリターテ第五総局（軍事防諜部門）が作成した偽情報を、無意識のうちにソ連に渡していたのだという。シェルブは「国家機密を漏らした」（ソ連のスパイとして活動していた）容疑で軍法会議にかけられ、7年の禁錮刑を言い渡された。チャウシェスクは、「シェルブはソ連のスパイとして有罪判決を受けた最初の将軍である」とする噂を広め、西側諸国で偽情報を流す作戦を命じた。1976年8月、レオニード・ブレジネフ(Леонид Брежнев)との「和解会談」が行われたのち、シェルブは釈放された。会談ののち、クリミア半島から帰国したチャウシェスクは、シェルブに秘密協定に署名するよう強制し、刑務所から釈放したのち、ブクレシュティから遠く離れた農場で働くよう命じた。

## その後

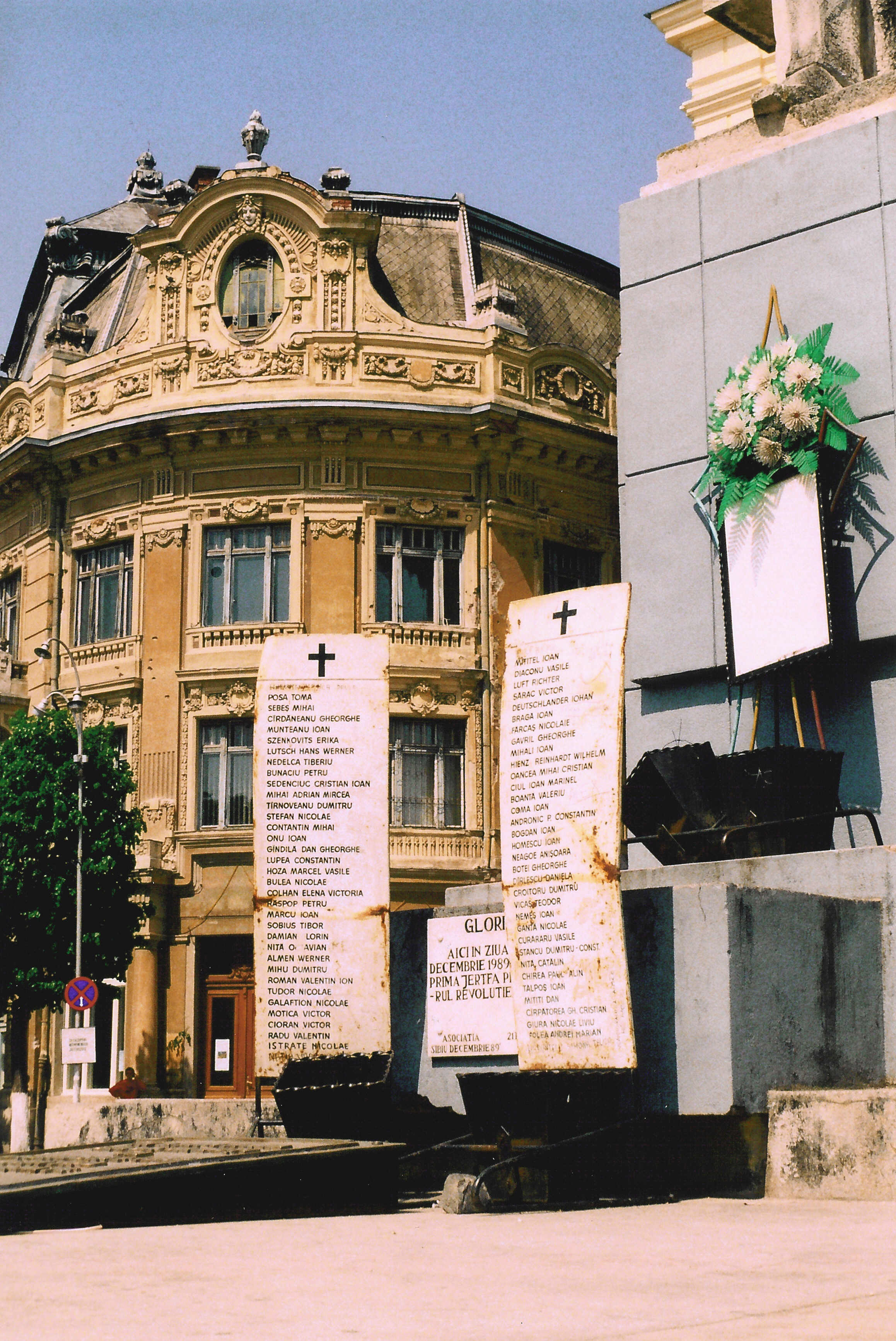
1989年12月の出来事で死亡した者たちの慰霊碑

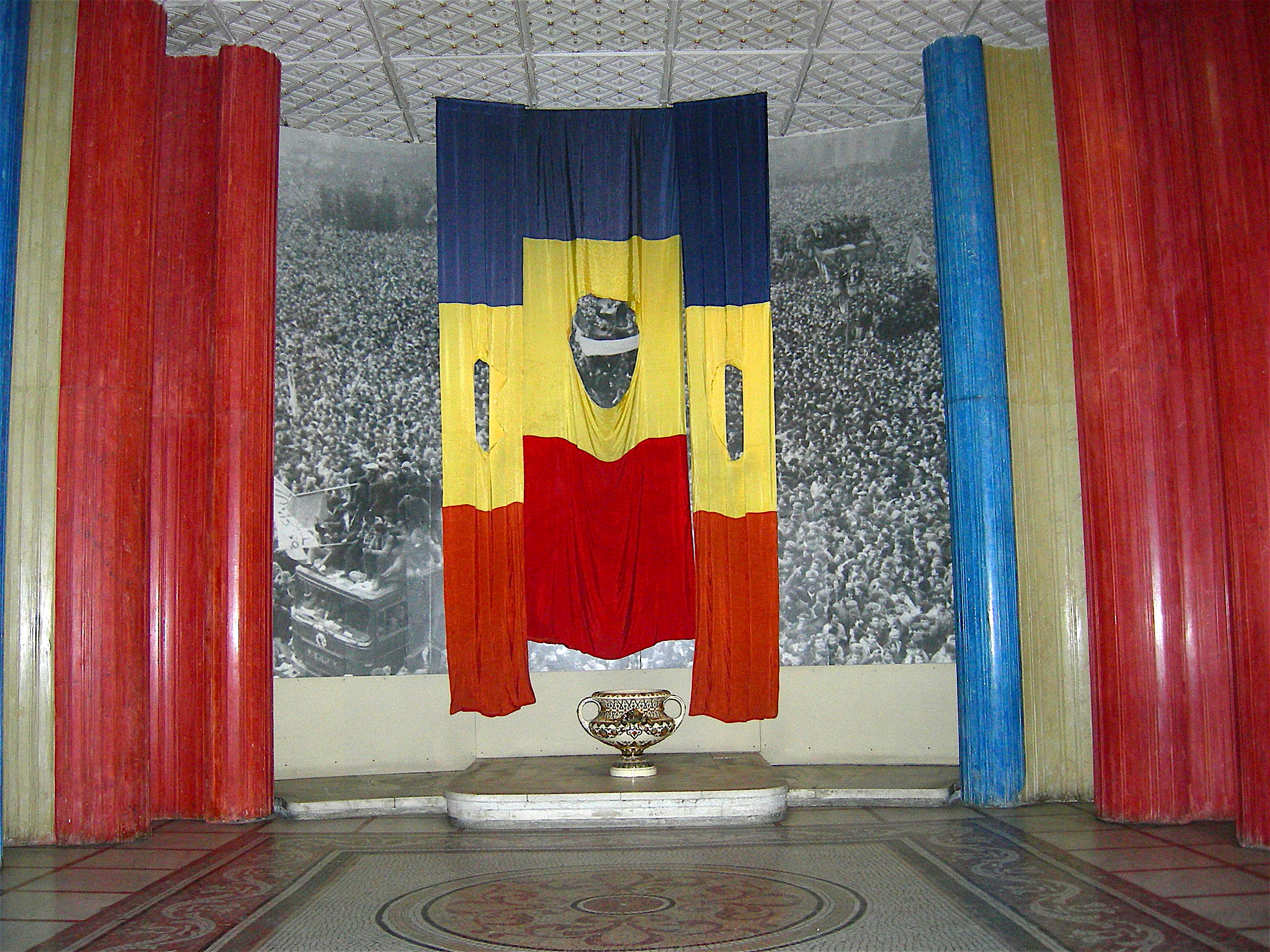
共産主義を象徴する紋章が切り取られたルーマニアの国旗（ブクレシュティにある軍事博物館にて、2006年5月撮影）

共産政権が滅びたのち、ルーマニアでは1990年1月7日に死刑が廃止された。ニコラエとエレナの二人は、ルーマニアで死刑が執行された最後の存在となった。また、共産主義体制下のルーマニアで死刑が導入されたのは、1957年9月30日のことであった。
略式裁判の際、チャウシェスクは「外国の銀行に秘密口座を開設した」と言われたが、そのような口座は実際には存在しないことが分かった。2008年10月14日、ルーマニア議会は、調査委員会による報告書を採択した。国会特別委員会の議長、ジョルジェ・サビン・クタシュは、「銀行家や中央銀行総裁、ジャーナリストに証言を聞いた結果、『ニコラエ・チャウシェスクが外国の銀行に秘密の口座を持ち、お金を不正に移していた』ことを示す証拠は見付からなかった」と結論付けた。報告書では「取材を受けたすべての人々に共通する結論は、『チャウシェスクは国外に口座を持っていなかった』である」と書かれた。
1990年1月、イオン・ディンカ、トゥドール・ポステルニク、エミール・ボブ、マーナ・マネスクの4人が裁判にかけられた。イオン・ディンカは、ティミショアラで「抗議者を撃て」というチャウシェスクの命令に反対しなかったことを認めた。ディンカはまた、「ティミショアラでの抗議運動の鎮圧が不十分であった」ことを理由に、チャウシェスクがポステルニクを射殺するよう要求した、と述べた。
1990年3月1日、チャウシェスクの裁判で判事役を務めたジカ・ポパが、法務省の122号室に入ったのち、銃声が轟いた。ポパは部屋の中で血まみれで倒れていた。彼は病院に緊急搬送されたが、死亡した。ポパの死は「自殺」と判断された。ポパの死について、アンドレイ・ケメニチは「罪悪感を覚えたのだろう」と考えている。
1990年6月、イオン・イリエスクの新政府は、一連の出来事の犠牲者の総数は1030人であり、チャウシェスクが処刑されたあとに889人が殺された趣旨を認めた。イオン・イリエスクは2000年に大統領として再選され、三期を務めた。2004年に実施された大統領選挙では、トライアン・バセスク(Traian Băsescu)が当選した。
2005年8月1日、革命の犠牲者を追悼する「復興慰霊碑」が革命広場にできあがった。
2004年3月、ルーマニアはNATOに、2007年1月1日には欧州連合への加盟を果たした。共産政権のころの計画経済から市場経済へと移行したルーマニアでは、政治家や役人の汚職が目立つようになった。2017年1月31日、汚職額が約4万8500ドル未満の場合、「役人の不正行為については御咎め無し」とする大統領令が発令された。議会からの意見も皆無の状態で発令されたこの法令は、係争中の汚職犯罪に対するすべての捜査を停止し、汚職で投獄されている役人が釈放されることを意味する。ルーマニアでは政治家による博士論文の盗用・剽窃もたびたび報じられる。
また、ルーマニア人の多くは移民として外国に渡った。ルーマニアの政治家たちは、外国に出ていったルーマニア国民を自国に帰国させることがいかに重要かを語っているが、帰還を決意したルーマニア人を社会復帰させるにあたっての手立ては無く、何もしようとしない。国内では不平等も強まり、ルーマニアは依然として欧州の中でも貧しい国であり続けている。ルーマニアの世帯の22.4%は、トイレ、シャワー、浴室の無い家で暮らしている。
ヴィクトル・スタンクレスクは、1989年の出来事で、抗議者に対する弾圧に積極的に加担した容疑で裁判にかけられた。1999年、ティミショアラでの弾圧行為ならびに重大な殺人の罪で15年の懲役刑を言い渡された。スタンクレスクはこれを不服として上訴するも、2008年10月に棄却され、刑が確定した。2007年12月5日に公表された判決理由によれば、スタンクレスクは、ティミショアラでの弾圧を主導した司令部の一員であり、「見るからに行き過ぎた熱意でもって」職務を遂行していたという。これは、1989年12月20日の夜、ニコラエ・チャウシェスクがスタンクレスクをティミショアラの司令官に任命したことに繋がった。2008年10月15日に出された判決の理由によれば、ニコラエ・チャウシェスクから発せられた「抗議者を撃つように」との命令を実行する義務はヴィクトル・スタンクレスクには無く、法律にも憲法にも違反した行動であった、という。司法高等裁判所の裁判官たちは、「軍規によれば、司令官は、受けた命令の合法性に対して全責任を負うものである」「元・将軍たちは『最高司令官であるニコラエ・チャウシェスクからの命令を実行したに過ぎない』と主張したが、彼らの行為の犯罪性が消滅するわけではない」と述べた。高等裁判所は、ヴィクトル・スタンクレスクとミハイ・チツァックの有罪判決を支持した。スタンクレスクは、「私は誰にも命令を出しませんでした。ティミショアラでは、私の指揮下にあったどの部隊に対しても、抑圧行為を実行するよう命令したことはありません」と述べた。

## イオン・イリエスクに対する疑惑
ヴラジーミル・コンスタンチーノヴィチ・ブコウスキーによれば、イオン・イリエスクと救国戦線評議会の委員の多くはКГБの潜入工作員であり、イリエスクはミハイル・ゴルバチョフと強い関わりがあった。1989年12月の出来事は、国家権力を取り戻すためにКГБが組織したものであったという。イリエスクとソ連が繋がっている話を報道機関に語ったブコウスキーは、イリエスクから「名誉棄損訴訟を起こす」と脅迫された。
特殊防諜部隊『U.M. 0920』の創設を認可したチャウシェスクは、イリエスクがソ連と接触し、ソ連がルーマニアでのクーデターの支持者を募っていたことを知っていた。チャウシェスクはイリエスクを側近から外し、郡党委員会書記に任命した。モスクワを刺激しないようにするため、チャウシェスクはイリエスクを共産党中央委員会政治委員会の補欠委員に任命したが、引き続き、イリエスクを監視下に置くよう命じた。1989年12月23日、ソ連の外務大臣、エドゥアルド・シェワルナゼ(Эдуард Шеварднадзе)は、ルーマニアに対するソ連による介入を否定した。この日の午後2時、ルーマニアの国営テレビは、「『正体不明のテロリスト』がチャウシェスクを復帰させようとしていたため、救国戦線評議会がソ連に軍事支援を要請した」と発表した。政権を獲得したイオン・イリエスクは、ソ連のスパイとして逮捕されたニコラエ・ミリタルを国防大臣に任命した。1989年12月28日、フランスのジャーナリスト、フロンツ＝オリヴィエ・ジスベールは、『ル・フィガロ』(Le Figaro)に、「もしもチャウシェスクが公開裁判に参加していたら、現在救国戦線評議会の委員を務めているかつての同志たちについて暴露できただろう。彼らとしては、チャウシェスクの口を封じる必要があり、すぐにでも殺さねばならなかった」と書いた。コスタ・クリスティッチも、『ル・ポワン』に、ジスベールと同じ趣旨を書いた。イリエスクは、ルーマニアで起こった惨事の全責任をチャウシェスクに負わせた。イリエスクは共産党の存在について「非合法化する」と発表したが、翌日に考えを変え、「国民投票で決める」と発表した。その国民投票は実施されなかった。ルーマニア共産党が解散すると、救国戦線評議会は自らを「政党」と称し、ルーマニア共産党の重要な党員であった人物を引き入れた。また、イオン・イリエスクは資本主義に敵対する姿勢を隠さなかった。「我々は民営化を望まない」「西側の素晴らしさは必要ない」が、救国戦線評議会の標語であり、それらを掲載したルーマニアの多くの新聞は、後世に向けられた証言となっている。
2010年12月、「1989年12月21日協会」の会長、テオドル・ドル・マリエシュは、「チャウシェスクは違法な手段で殺された」と主張した。マリエシュによれば、法令文書の複写があり、それには「チャウシェスク夫妻について、死刑から終身刑に減刑する」というものであった。減刑の条件となるのは、「チャウシェスクがセクリターテに対して抵抗をやめるよう命令を出すこと」であったという。イオン・イリエスクはこの文書を「偽物だ」と呼び、「私がそのような法令に署名した、というのは悪辣な主張だ」と批判している。1989年12月22日、チャウシェスク夫妻がブクレシュティから逃亡し、イオン・イリエスク率いる救国戦線評議会が権力を握ったのち、さらに900人が殺された。テオドル・ドル・マリエシュはルーマニア政府を相手取り、欧州人権裁判所(La Cour européenne des droits de l'homme)に提訴した。欧州人権裁判所はルーマニア政府当局に対して「機密文書を公開するように」との判決を出し、ルーマニア政府はそれに従うことになった。2016年、ルーマニアの軍事検察庁は、1989年12月の出来事の犠牲者の人数についての調査を開始した。
1989年、数万人の「ロシア人観光客」と、極秘任務を負った「専門家」が、ルーマニアに潜入していた。彼らは1990年の秋にルーマニアから撤退した。これはペトレ・ロマンも認めている。
1989年12月にルーマニアで発生した一連の出来事について、ヴィクトル・スタンクレスクによれば、ソ連およびКГБがほぼ1年前からチャウシェスクを潰すための計画を支援し、アメリカはその陰謀に気付いていた。ブクレシュティとティミショアラで発砲した勢力については、脅威を煽り、民衆の蜂起を加速させる目的で、ロシアのГРУも参加していた、という。
ポーランドの公文書保管記録によれば、1989年12月22日の夜、ルーマニア国防省の司令部にいたイオン・イリエスクは、ソ連に対して軍事支援を要請する趣旨を述べ、参謀総長のシュテファン・グーシャがこれに反対した。シュテファン・グーシャは「いけません、イリエスク閣下。そんなことをする必要はありません。間違いを犯してはなりません。ソ連の助けなど要らない！」と述べたうえで、「ダメだ、許さん！ロシア人なんぞくたばりやがれ！」と絶叫した。
1989年12月に何が起こったのかについて、ルーマニア人の多くは分からないままである。実際には存在しないことが判明した謎の「テロリスト」に抵抗するため、民間人に武器が配布された。銃撃の多くは、治安部隊と軍の相互発砲によるものであった。イオン・イリエスクは、「権力の空白を埋めるために介入しただけだ」と主張している。
2018年12月、イオン・イリエスクは、「人道に対する罪」で起訴された。検察によれば、「テレビへの出演や報道発表を通じて、誤った情報を流布し、全身性の精神病を助長した」「彼らの行動や発言は、『友軍による銃撃と混沌へと導いた銃撃戦、矛盾に満ちた軍事命令の事例」の危険を意図的に高めた」「チャウシェスクがブクレシュティから逃亡したのち、さらに862人が殺された」「彼らの行動は、『裁判という名の見せかけだけの嘲笑劇を経て、チャウシェスクに対する有罪判決の宣告と処刑』につながった」という。1989年の出来事に関する調査は、2009年に一度終了しているが、欧州人権裁判所(La Cour européenne des droits de l'homme)による判決を受けて、2016年に再開された。イオン・イリエスク、ジェル・ヴォイカン・ヴォイコレスク、元空軍長官のイオスィフ・ルースの3人が裁判にかけられることになった。起訴状では、「1989年12月21日のニコラエ・チャウシェスクの失脚後に設立された救国戦線評議会の指導者は、国家の安全保障および国防機関を支配下に置き、政治権力を掌握しようとした」「治安機関と軍隊を故意に利用し、友軍による銃撃と、混沌へと導いた銃撃戦を作り出し、矛盾に満ちた軍の命令を発することにより、『テロリズムが原因の、全身性の精神病』をもたらした」「組織的にもたらされた無秩序により、862人が殺され、2150人が負傷し、数百人が恣意的に逮捕され、精神的外傷を負った」「1989年12月17日から22日まで行われた抑圧的な行為よりも深刻なものであった」という。また、「1968年にソ連がプラハに軍事侵攻して以降、ルーマニアとソ連の関係が悪化し、社会全体における深刻な不満が燻っていた状態の結果として、ニコラエ・チャウシェスクの打倒を目的としつつ、ルーマニアをソ連の影響下に留めようとする反体制派の集団が形成され、勢力が強まっていった」とも書かれた。
略式裁判の冒頭で、チャウシェスクは、ルーマニアの新たな指導者たちについて「『外国の勢力』と共謀し、その助けを借りて実権を握っている」と述べ、「外国と接触しているこの裏切り者の一団を受け入れるつもりは無い」「大国民議会とルーマニア国民の前でのみ答えよう。外国の軍隊を国内に呼び寄せた連中の質問に答えるわけにはいかない」と明言した。
チャウシェスクは、イオン・イリエスクを「ソ連のスパイ」と考えていた。チャウシェスクが処刑される前、トゥルゴヴィシュテの駐屯地にいたユリアン・ストイカ(Iulian Stoica)は、チャウシェスクに対し、テレビ映像に映ったイリエスクについて言及した。すると、チャウシェスクは「誰だって？あのソ連のスパイが！？」と叫ぶと、エレナに近寄り、以下のように叱責した。「私はあの男を始末しようとしたのに、お前はそれを許さなかった。今まさに、あの男は我々を始末しようとしているのだ！」「私は奴を殺すべきだ、と言ったのに、お前は『無視するだけで十分だ』と返した。お前は私の話を理解していなかったのだ！」

## 世論調査
2009年にルーマニアで実施された「CURS」による世論調査の結果によれば、ニコラエ・チャウシェスクについて、回答者の31％が「ルーマニアに利益をもたらした人物として歴史の教科書に載せるべきだ」と考えており、13％は「国に不利益をもたらした」と考えており、52％は「良いことも悪いこともした」と考えている。56歳以上の回答者の多くは、「チャウシェスクは悪いことよりも良いことをした」と考えている。農村部においては、「チャウシェスクは悪いことをした」と考えているのは9%であり、40%はチャウシェスクのことを高く評価している。その理由は、「農村は20年前と同じか、それ以上に悲惨なことになっている。道路の状態は悪く、下水道は無く、ガス管が無いゆえに薪を燃やして火を起こしている。しかし、チャウシェスクの時代には、少なくとも雇用があったのだ」という。
『Marsh Copsey Associates』とルーマニア社会調査局が共同で実施した世論調査では、回答者の60%以上が「1989年以前に比べると、現在の政治家は腐敗しており、チャウシェスク政権のころのほうが公序良俗を守っていた」と回答した。回答者の55.8%が、「共産党独裁政権による政治は、現在の政治に比べて、国民を大切にしていた」と回答した。さらに、回答者の35％が「チャウシェスク政権の崩壊は、ルーマニアにとって不利益」であり、22%が「チャウシェスクが統治していたころに戻りたい」と回答した。「これは『現在の政治体制に不満があり、政治家全員が、自分たちの直面している問題の解決に対して無関心を決め込んでいるだけでなく、無能な存在である』と考えている人たちの比率である」という。さらに、18歳から29歳までの回答者のあいだで、18.5%が共産主義への回帰を望んでおり、25.6%は「どちらとも言えない」と回答した。48.4%が「1989年12月当時、何が起こっていたのかを知っておく必要がある」と回答し、33.6%は「知りたくない」と回答し、18.1%は「分からない」と回答した。1989年12月の出来事で、セクリターテの関与とその役割については、42.6%が「分からない」と回答し、30.2%が「好ましくない役割を果たした」と回答し、19.5%が「有益な役割を果たした」と回答し、7.8%が「何の役割も果たさなかった」と回答した。そして、回答者の73.4%は、「チャウシェスク夫妻は処刑されるべきではなかった」と回答し、「処刑されて当然だ」と回答したのは12%であった。「1989年の出来事から20年経った今、ルーマニアは共産主義から脱却したかどうか」の設問では、回答者の41.8%が「多少なりとも脱却した」と回答し、30%は「ある程度脱却した」と回答し、「完全に脱却した」と回答したのは8.3%であった。自分と自分の家族の生活状況については、ルーマニア国民の42.2%が「1989年以前よりも悪くなっている」と回答し、30.7%は「楽になった」と回答し、27.1%は「何も変わっていない」と回答した。この調査は、2009年10月15日から10月19日にかけて、18歳以上の1222人を対象に実施され、誤差は±2.9%であった。
ルーマニア評価戦略研究所は、2010年7月21日から7月23日にかけて、18歳以上のルーマニア人1460人を対象に世論調査を実施し、7月26日に結果を公表した。それによれば、回答者の63%が「1989年以前のほうが生活は良かった」と回答し、23%が「今の生活のほうが良い」と回答した。ニコラエ・チャウシェスクの政治については、49%が「良い指導者だった」と回答し、15%が「悪い指導者だった」と回答し、30%が「良くも悪くもない」と回答した。「共産党の存在を法的に禁止すべきか」に賛成の回答を示したのは13%で、57%はそれに反対であった。ロシアの通信社『Регнум Новости』（「リェグノム・ノヴォスチェ」）は、「もしも現在のルーマニアで、チャウシェスクが大統領選挙に出馬した場合、ルーマニア国民の41%が彼に投票しようとするだろう」と書いた。
ルーマニア評価戦略研究所は、2010年12月19日から12月21日にかけて世論調査を実施した。回答者の45%が「1989年の出来事が無ければ、自分の生活はもっと良くなった」と考えており、25％以上は「生活はより悪くなった」と考えている。チャウシェスクの裁判と死刑について、回答者の84%は「あれは公正な裁判ではないし、チャウシェスクを処刑したのは間違っていた」と考えており、50%が「チャウシェスク夫妻を死刑にした裁判の評決に反対する」と回答した。1989年12月の出来事については、ルーマニア人のあいだでは意見が分かれている。45%は「革命」で、45%は「クーデター」と考えている。また、回答者の64%は「あの出来事には外部の勢力が関わっていた」と確信しており、回答者の51%は「ソ連が関与していた」と考えている。
ルーマニア評価戦略研究所は、2014年4月3日から4月6日にかけて世論調査を実施し、1349人から回答を得られた。それによれば、「もしも現在のルーマニアにチャウシェスクが蘇り、大統領選挙に出馬した場合、ルーマニア国民の66%がチャウシェスクに投票しようとするだろう」との結果になった。2014年の時点で大統領であったトライアン・バセスク(Traian Băsescu)を支持した回答者は10%未満であった。この調査結果では、ルーマニア国民の69%が「自分たちの生活状況は、1989年以前よりも悪くなっている」と考えており、回答者の73%は「現在のルーマニアは間違った方向に進んでいる」と考えている。
心理学者のジョルジェ・ヴシュチェラーノ(George Vîșceleanu)は、「ルーマニアの『黄金時代』（チャウシェスクによる共産主義体制）を悔やんでいるのは、物質面で恩恵を得られた人か、受けた教育水準が平均以下の人だけである」という。「当時は自由な表現が許されず、あらゆる面で抑圧的な体制だった」と述べた。歴史学者のヴァスィーレ・レチンツァン(Vasile Lechințan)によれば、「共産主義時代に対する郷愁の念がある背景には、青春時代が過ぎ去ってしまったことへの後悔がある」という。「彼らが共産主義を懐かしむのは、そのころの彼らが全盛期で、若く、両親も生きていて、家族が揃っていたからだ」「学校を卒業したあとは就職し、現在は入手が困難な住居に住める。当時は誰もがそう信じていた」と述べた。社会学者のマリウス・マティチェスク(Marius Matichescu)によれば、過去に対する懐古の情は、現在満たされていない中で生じるものだという。「仕事も住まいも、当時は国から提供されていたのに、今では手に入れるのが困難だ」「共産主義体制に対する郷愁の念は、現時点で困難に直面している人々に見られる点に注目すべきだ」と述べた。

## 資料
- Stenograma procesului Ceaușescu --- 1989年12月25日、ニコラエとエレナに対する略式裁判の記録（ルーマニア語）
- 25 for the 25th Anniversary of the Romanian Revolution: #25 After the Ceausescus Were Executed: The Counter-Revolution is Disappeared (26 December 1989 – 24 January 1990) UPDATED*** The Archive of the Romanian Revolution of December 1989
- Victor Stanculescu: "Nu va fie mila! Au doua miliarde de lei in cont!"
- Forum de discuții despre revoluția română din 1989
- Persoane persecutate în timpul regimului comunist, litera P (Ionițoiu)
- Colecție de articole din presă referitoare la Revoluția română din 1989
- Ziaristul rus Viaceslav Samoskin demontează teoria turiștilor ruși agenți KGB
- Un dialog al lui Ion Cristoiu cu Malgosha Gago, autoarea cărții „Revoluția furată“ - Scenariul cu fuga lui Ceaușescu e fals de la A la Z
- De ce nu au fluierat generalii în fața lui Ion Iliescu?
- Decembrie '89 - Începutul loviturii de stat militare
- Manipulare și adevăr: așa s-a scris Revoluția
- Revolutia Romana din Decembrie 1989
- Mai mulți foști revoluționari au fost despăgubiți de CEDO pentru nesoluționarea dosarului Revoluției din 1989
- Oameni-cheie ai Revoluției au murit suspect

Timișoara
- Serie de relatări redactate de Miodrag Milin: Partea 1, Partea 2, Partea 3, Partea 4
- Ziua în care a început Revoluția: 15 decembrie 1989

București
- Înregistrarea video cu ultimul discurs al lui Nicolae Ceaușescu în Piața Republicii
- Culegere de fotografii despre Revoluția Română din 1989

Video
- 1989 Romanian Revolution Live and Uncut
- Nicolae Ceausescu LAST SPEECH (english subtitles) 1/2 - 1989年12月21日、ニコラエ・チャウシェスクによる最後の演説・その1（英語字幕付き）
- Nicolae Ceausescu LAST SPEECH english subtitles 2/2 - 1989年12月21日、ニコラエ・チャウシェスクによる最後の演説・その2（英語字幕付き）